# こちら葛飾区亀有公園前派出所 (アニメ)
『こちら葛飾区亀有公園前派出所』（こちらかつしかくかめありこうえんまえはしゅつじょ）は、秋本治の漫画作品『こちら葛飾区亀有公園前派出所』を原作としたアニメ作品。

## 概要
1996年6月16日から2004年12月19日まで、毎週日曜日 19:00 - 19:30（JST）にフジテレビ系列で放送されていた。TVSPを除いた話数は全344話。当初は1996年6月23日に放送開始予定で雑誌にも告知されていたが、放送開始日の2週前の1996年6月2日に前番組『キテレツ大百科』実質の最終制作話「ルルル! 未知からのメッセージ」が予定の変更で制作中止となった影響で、スタッフはそのまま『こち亀』の第1話の制作に移行し、一週間繰り上がりで放送開始となった。
アニメ化に至っては原作から非常に多くの点が変更されており、原作で見られた暴力や暴言、お色気などの過激な場面や実在した版権商品を題材にした話などが大幅にカット、緩和される代わりに両津や大原などの人情味ある面が多く描写され、小野小町・清正奈緒子などのアニメ版オリジナルキャラクターが主役の話もしばしばあった。
前番組『キテレツ大百科』と同じく、特番やプロ野球中継のため放送休止になることがたびたびあり、月によっては一回しか放送されない時期もあった。
2004年12月19日放送の特番「アニメ大忘年会祭り!!こち亀最終回！サザエまる子ルフィと両さん8年間ありがとうスペシャル」をもってレギュラー放送の終了を迎えた。8年間の放送の平均視聴率は17%、初回視聴率は18.0%、最高視聴率はTVSP11弾「ヨーロッパ横断! 麗子救出大作戦」（2002年1月6日放映）、第277・278話「お雛さんざん誕生日 / 両津と両津!?」（2003年2月23日放映）の19.1%だった。

レギュラー放送終了後も2005年1月3日から2016年9月18日までは不定期に放送されていた。2009年以降は「ドリーム9」枠の新設及び同時間帯が『ONE PIECE』に一本化されたため長らく放送されていなかったが、2016年に原作連載40周年記念として8年ぶりに放送された。
アニメ終了後もYOUTUBEの公式のアニメチャンネルから期間限定配信が度々行われている。

### 制作状況
初代監督のやすみ哲夫は、初期の1クール分のみ担当した。『キテレツ大百科』の後番組だったこともあり、当初は低年齢層を狙ったギャグやオリジナル展開が多く、原作ファンから不満の声が挙がっていたが、やすみは元々短期の予定であり不評のために降板したわけではない。やすみは『こち亀』以前の作品では『つるピカハゲ丸くん』や『おぼっちゃまくん』などを手掛けており、幼児・小学生向け作品を得意としていた。
人気が安定してきたのはかつて『勇者シリーズ』の一部作品（マイトガイン、ジェイデッカー、ゴルドラン）や『機動新世紀ガンダムX』などのサンライズ作品で監督を手掛けた実績がある高松信司に交代したころであり、原作よりも大げさなアクションシーンやギャグなどが大いに受けた。高松は『こち亀』での功績がジャンプ編集部から評価され『銀魂』のアニメ化の際に監督に指名されている。
1997年のポケモンショック以後、各局のテレビアニメでは番組冒頭で視聴者向けに「部屋を明るくして、テレビから離れて見るように」といった趣旨のテロップを流すようになったが、本作では第92話から第191話まで登場人物が「♪テ、テ、テレビを見るときはぁ 部屋を明るくしてはなれて見てね♪」と合唱し、2001年の第192話から2003年の第299話までオープニングが「だまって俺についてこい」の際は20世紀フォックスのロゴをモチーフとした「注意ロゴ」の前で両津が視聴者に「テレビを見る時は、部屋を明るくして離れて見てくれよ!」と口頭で注意を促すという番組独自の手法を用いた。監督の高松信司はこの手法をとった理由について「テロップが本編にあまりにも無配慮に流れるのが嫌だったため、アニメキャラクターによる勧告を制作した」としている。高松の降板・オープニングの変更後は廃止され、通常の画面上に表示される注意書きになった。
当初はセル画で制作されていたが、第122話にて試験的にデジタル制作を実施。その後第145話・第146話でも行われ、第149話からデジタル制作に完全移行した。例外としてTVSP8弾はセル画で制作された。
作画もシリーズが進むに連れ変化しており、セル画時代、特に1996年から1997年の間は作画の変化が激しかった。デジタル制作化以降はほぼ変化はなくなっている。
また、序盤のみ前番組同様完全にフィルムで制作されていたが、第7話からそれをVTRにテレシネをした上で局に納品される方式を採用した為、デジタル化するまではぼやけた色合いとなっていた。また、オープニングやエンディングに使われるテロップなども写植を紙焼きしたものから電子テロップへと変わった。VTRで納品するようになってからは演出の幅が増え、モザイク処理やワイプといったバラエティ番組のような演出が増えた。
1996年放送分は2回目のCMの前後のアイキャッチがなく、本編の最後に警察を意識して「本日の被害」と題して、その回の中で両津が壊した物品の一覧を紹介するコーナー（例外で麗子が壊した車2台、本田が壊した車18台＋病院を紹介した時がある）があったが、1997年1月以降はアイキャッチが作られたため「本日の被害」は時間の都合上廃止された。
アイキャッチは当初、原作の扉絵を意識した各キャラと車のツーショットが多く見られた。デジタル化以降は放送当時の出来事を反映したもの（例：サッカーワールドカップ日韓大会など）や、その回に関係のあるアイテム（1万円札、テディベア、雛人形、コンセント、レモンなど）に両津の繋がり眉毛をつけた物のアップが映されていたこともある（レモンに関しては擬宝珠檸檬が主役を務める回で使用されていた）。また、夏季は両津の顔のデザインの花火、冬季は両津の雪像のアイキャッチが流れていた（この際、タイトルがタイトルロゴではなく黒い明朝体で「こちら葛飾区亀有公園前派出所」と表記される）。ただし、回によってはアイキャッチが無く、2回目のCM入り前に画面左下もしくは右下にタイトルロゴだけが表示されていた。
1998年下半期ごろ、麗子役の森尾由美が次女を出産するために一時産休を取ったが、番組では代役は置かずに「有給休暇」という名目で麗子の出演を減らして元々出番がない話を中心に映像化が行われ、一部をマリアに置き換え、放映順番の入れ替えと事前のまとめ撮りを行った上で麗子が登場する回もたまに放送させるという対処を行った。これにより、長期的な離脱イメージを最小限に留めた。
アニメのサブタイトルの画像は1996年は敬礼している両津一人の画像。1997年は自転車に乗っている両津とそれを追いかける中川、麗子、大原、本田、犬の画像。1998年から2001年までは青色（短編2本や特番の際の話積み重ねの2本目では赤色）の画面で両津の顔のアップの画像。2002年から2004年までのデジタル化以降はたくさんの両津の顔の浮き彫りに加工が施された画像。2004年はその回の画像がパズルのようにバラバラになっており、それでピースが組み合わさって完成するような形になった（話によって例外もある）。一時的に1998年の第86話から第90話まではその話に関係ある物、主に背景が画像になっていた。
特番や一部話のサブタイトルは特別なフォーマットになっていたり、タイトル読みを麗子や尾崎が行った回もある。
次回予告は第100話までEDの前であったが、第101話以降はED後に流された。基本は両津がナレーター、タイトルコールをし「よろしくな!」（第1話のみ「よろしく!」、第86話のみ「よろしくないぞ!」）といって締めるが、話の主役が両津以外の場合、そのキャラクターが担当する。なお、2001年に放送された「視聴率を盗んだ男」（第204話）の予告映像で、ギャグとして「視聴率調査の機械がある方は必ず見てね!」とテロップを出したところ、ビデオリサーチから連絡（内容の確認要請）があったという。また、最終回のエンディング後では「みんな、8年間どうもありがとう!またどこかで必ず会おうね!」と両津の言葉と共に「さようなら～!!」の一同の挨拶で亀有公園前派出所が崩れた後、両津が飛び出た後に「バイバ～イ!!」の挨拶と共に両津がどこかへ行くシーンで放送終了を迎えた。 
提供ベースは第1話から第8話まではブルーバック、第9話から第191話までと第300話以降のオープニング側や特番中提供は両津、中川、麗子、大原の集合スライドにその時のオープニングテーマ、第192話から第299話までのオープニング側はオープニング側から連続した動画で両津の顔の地球、第192話からのエンディング側は次回の見どころシーンにおいでよ亀有を流して、最後に「次回もお楽しみに」のテロップ。集合スライドは配信やソフトではカットされている場合がほとんど、第343話の本放送と第344話の配信や地方局の再放送のエンディング側は次の話が存在しないので、その話の予告だった映像を再度流して「おわり」のテロップを流していた。
次回予告や提供ベースは特番で一括に放送されたものでも、配信や再放送対策で製作されていて、本放送では見られなかったものが存在する。
一時期、直前に放送されていた『サザエさん』終了後に本番組とのクロスプログラムが放送されており、サザエの出すじゃんけんに対して両津が「あいこでしょ！」と言いながらグッチョッパを出すというものであった。

## キャスト
キャスティングにネルケプランニングが関与していたため、専業の声優ではない俳優・タレントの出演が多く、ラサール石井、森尾由美、林家こぶ平、土居裕子、三浦理恵子、堺雅人などがレギュラーないし準レギュラーとして出演し、今村恵子、アメリカザリガニ、イジリー岡田、井上和香などがゲスト出演することもあった。放送初期は専業声優もそれなりに起用していたが、回が進むごとに薄れていき、一部では異業キャストに交代されたケースも存在する（寺井役の茶風林や、小町役の岡本麻弥など）。ラサール石井が所属するコント赤信号からは小宮孝泰も出演しており、劇場版第2作では渡辺正行もゲスト出演している。
もっとも、本枠で放送されていたアニメ作品はネルケプランニング設立以前より専業の声優ではない俳優・タレントが出演されることが多々あり、例えば森尾とこぶ平に関しては前々番組『陽あたり良好!』にも出演していた。
ゲストキャラは当時の若手声優が兼役で出演することが多く、竹本英史、木内秀信、前田剛、下崎紘史などが常連で出演していた。1985年版でレギュラーキャラを担当した北村弘一、土井美加、神谷明は、今作では別の役で出演している。初期にはまだ無名だった頃の堺雅人や八嶋智人も出演していたが、いずれも放映途中で他の声優に交代している。
- 両津勘吉 - ラサール石井（初期の頃の少年時代は田中真弓[3]）
- 中川圭一 - 宮本充
- 秋本・カトリーヌ・麗子 - 森尾由美
- 大原大次郎 - 菱谷紘二→佐山陽規（16話以降）
- 寺井洋一 - 茶風林→林家こぶ平（98話以降）
- 日暮熟睡男 - 牛山茂→今井敦（126話以降）
- 麻里愛 - 麻生かほ里
- 屯田五目須 - 江角英明→西村仁（329話以降）
- 本田速人 - 家中宏
- ボルボ西郷 - 岸祐二
- 左近寺竜之介 - 岩崎征実
- 擬宝珠纏 - 土居裕子
- 乙姫菜々 - 鈴木真仁
- 小野小町 - 岡本麻弥→三浦理恵子（93話以降）
- 清正奈緒子 - 三橋加奈子
- 絵崎コロ助 - 松山鷹志
- 麻里晩 - 宮澤正
- ジョディー・爆竜・カレン - 斉藤レイ
- 爆竜鬼虎 - 小村哲生
- 擬宝珠檸檬 - 齋藤彩夏
- 擬宝珠夏春都 - 小宮孝泰

## スタッフ
- 原作 - 秋本治 アトリエびーだま（集英社 「週刊少年ジャンプ」連載）
- 企画
  - フジテレビ - 清水賢治（第1話 - 第12話）→金田耕司（第13話 - 第95話）→藤山太一郎（第96話 - 第135話）→小中ももこ（第136話 - 第293話）、中野利幸（第255話 - 第266話）→浜野貴敏（第294話 - SP22）→高橋敦也（SP23 - SP25）→情野誠人（SP26・SP27）
  - ASATSU→ADK - 杉山豊（第1話 - 第285話）→松下洋子（286話 - SP26）→麻生一宏（SP27）
- 監督 - やすみ哲夫（第1話 - 第12話）→三沢伸（第13話 - 第71話）→高松信司（第72話 - 第313話）、奈須川充（SP16）→高本宣弘（第314話 - SP21）→鴫野彰（SP22 - SP27）
- キャラクターデザイン・総作画監督 - 丹内司（第1話 - SP26）、山内昇寿郎（第1話 - 第191話）→時永宜幸（SP27）
- 美術監督 - 柴田聡（第1話 - SP24・SP26・SP27）、中村千恵子（SP25）
- 撮影監督 - 小堤勝哉（第1話 - 第22話）→清水泰宏（第23話 - 第162話）→枝光弘明（第163話 - 第307話）→赤沢賢二（第308話 - SP20・SP26）→荒川智志（SP21）→風村久生（SP22）→松崎信也（SP23・SP25）→斎藤秋男（SP24）→小野剛史（SP27）
- 音楽 - 米光亮、佐橋俊彦（第13話 - ）
- 音響演出 - 藤山房伸（第1話 - SP22）、高桑一（第308話 - SP27）[注 9]
- プロデューサー
  - フジテレビ - 金田耕司（第1話 - 第12話）、橋爪駿輝（SP27）
  - ASATSU→アサツー ディ・ケイ→ADK - 松下洋子（第1話 - 第270話）、生田英隆（第73話 - SP7）→三宅将典（SP14 - SP26）→高橋知子（SP27）
  - スタジオぎゃろっぷ→ぎゃろっぷ - 別府幸司（第1話 - 第182話）、若菜章夫（第13話 - 第70話）→池牟禮誠（第183話 - SP9）→杉村重郎（第192話 - 第307話・SP10 - SP16・SP20 - SP26）、土屋貴彦（SP16）→河村義治（第308話 - SP19）→田中日出夫（SP27）[注 10]
- 編集 - 瀬山武司・水田経子・内田恵（第1話 - SP7）、田村眞子（第1話 - 第111話）、斉藤かおる（第112話 - 第135話）→中川晶男（第148話 - SP19・SP25 - SP27）、近藤康弘（第160話 - 第201話）、内野寿乃（第308話 - SP20）→楫野允史（SP21 - SP24）
- 音響効果 - 新井秀徳（フィズサウンドクリエイション、第1話 - SP26）→武藤晶子（サウンドボックス、SP27）
- アニメーション制作 - スタジオぎゃろっぷ→ぎゃろっぷ
- 制作 - フジテレビ、ASATSU→ASATSU-DK→アサツー ディ・ケイ→ADK

## 主題歌
主題歌は『こち亀』の世界観を意識した歌詞を含むアニメソングや、有名アーティストとのタイアップ曲まで幅が広い。なおTVSPの際は、OPEDの片方、または両方が流れない場合がある。また、同一放送日に複数話が放映された際にも、OPEDは一放送につき一回ずつであるため、OPEDが存在しない話数が発生している。

### オープニングテーマ
OPで最も使用期間が長かったのは「だまって俺についてこい」（2年8か月）であるが、「葛飾ラプソディー」は「堂島孝平version」と「ヤムヤムversion」を合わせればこちらの方が長く（3年4か月）、番宣CMでも使われていた。逆に最も短かったのは「こちら亀座の女」で、わずか9話しか使われなかった。
1. 夏が来た!（Diamond Head） - 「渚の女王様」より
超作詞[注 12] - S中野 / 作曲 - Danny Hamilton / 編曲 - 西脇辰弥 / 唄 - 女王様
使用：第1話（1996年6月16日）- 第12話（1996年9月22日）。テレビ放送時のOPのクレジットでは、「夏が来た!」でなく「渚の女王様」と表記されていた。
2. Everybody Can Do!
作詞 - 山本成美 / 作曲・編曲 - 秋元直也 / 唄 - TOKIO
使用：第13話（1996年10月27日）- 第35話（1997年4月27日）【SP回】SP1（1997年4月13日）。DVDではSP1のOPはカットされている。
3. 葛飾ラプソディー
作詞 - 森雪之丞 / 作曲 - 堂島孝平 / 編曲 - 中山努・堂島孝平 / 唄 - 堂島孝平
使用：第36話（1997年5月4日）- 第135話（1999年7月25日）【SP回】SP4（1998年7月5日）、SP23（2007年8月5日・12日）、SP24（2007年9月30日・10月7日）、SP27（2016年9月18日）。DVDではSP4のOPはカットされている。なお、映像中で両津に追われている男のモデルは原作者の秋本である。
4. こちら亀座の女
作詞・作曲 - つんく♂ / 編曲 - 小西貴雄 / 唄 - 山田修とハローナイツ
使用：第136話（1999年8月1日）- 第144話（1999年11月21日）。「山田修とハローナイツ」は、小宮孝泰の呼びかけにより結成した「星屑の会」プロデュース公演『星屑の町 山田修とハローナイツ物語』[注 13]に登場する架空のユニット。出演者である太平サブロー、渡辺哲、でんでん、有薗芳記、ラサール石井、小宮孝泰が参加。本編では9話しか使われず、『こち亀』のOP曲の中では最短の使用期間であった。
渡辺は両津の父親の銀次、小宮は夏春都を担当していた。
5. おいでよ亀有
作詞 - ラサール石井 / 作曲・編曲 - 佐橋俊彦 / 唄 - 両津勘吉とこち亀うぃ〜ん合唱団[注 14]
使用：第145話（1999年12月5日）- 第191話（2000年12月17日）。使用期間中の数話のOPで、曲の途中を省略するバージョンが放送された。ED曲として使用されたことも多い（後述）ほか、番組後期の提供クレジット用BGMとしても流用された。また、このOPからデジタル制作となった。
6. だまって俺についてこい
作詞 - 青島幸男 / 作曲 - 萩原哲晶 / 編曲 - 池多孝春 / 唄 - 天童よしみ
使用：第192話（2001年1月14日）- 第299話（2003年9月21日）【SP回】SP13（2002年10月6日）- SP15（2003年4月6日）。初使用となる第192話では、OPの前に天童よしみに酷似したキャラクターが派出所を訪れるミニドラマが挿入された。顔が全身の3分の2を占めるほど大きい女性キャラクターで、声も天童自身が当てているが、両津の問いには「天童よしみではない」と答えている。OPの冒頭では両津がタイトルの上で居眠りをし、表示が消えて下に落ちる。映像の途中、天童が過去にOPを担当したアニメ『いなかっぺ大将』のパロディとなるシーンが存在する。使用期間中は歌詞の1番と3番が専ら使用されており、数話のOPでは1番のみを使用する（厳密には1番のBメロ後に3番のCメロに移行する）バージョンが放送された。また、第222話では内容に絡めた演出として、OP中に両津の顔がモザイクで隠されたこともあった。冒頭で流れる「テレビを見る時は部屋を明るくして、離れて見てくれよ」と両津が言う注意と終盤の提供クレジットがOPと連動している。
7. 葛飾ラプソディー 〜ヤムヤムversion〜
作詞 - 森雪之丞 / 作曲 - 堂島孝平 / 編曲・唄 - Yum!Yum!ORANGE
使用：第300話（2003年10月12日）- 第344話（2004年12月19日）、第343話（2005年1月3日）【SP回】SP17（2004年3月28日）- SP19（2005年3月27日）。使用期間中の数話のOPで、曲の途中を省略するバージョンが放送された。

### エンディングテーマ
EDはOPとは逆に使用期間が短い曲が多いが、「おいでよ亀有」はレギュラー放送時、4度にわたって繰り返し使用された。そのため使用回数はトータルで一番多い。劇場版の公開直前には劇場版の主題歌（「気持ちだよ」、「語れ! 涙!」）が使用されていた。
1. スマイル
作詞・作曲・編曲 - 渡辺慎 / 唄 - ホフディラン
使用：第1話（1996年6月16日）- 第12話（1996年9月22日）。
第7話からスタッフロールが電子テロップとなり、縁取りが付けられた（マスターの媒体がフィルムからVTRに切り替えられたため）。
2. いいことあるさ
作詞・作曲 - 加藤ひさし / 編曲 - 伊藤銀次、THE COLLECTORS / 唄 - THE COLLECTORS
使用：第13話（1996年10月27日）- 第35話（1997年4月27日）【SP回】SP1（1997年4月13日）。
3. 淑女の夢は万華鏡
作詞 - 森雪之丞 / 作曲 - 佐橋俊彦 / 編曲 - 岩本正樹 / 唄 - 奥菜恵
使用：第36話（1997年5月4日）- 第72話（1998年2月22日）。
EDアニメーションは麗子を中心に描かれた。
4. ブウェーのビヤビヤ
作詞・作曲・唄 - 所ジョージ / 編曲 - 井上鑑
使用：第73話（1998年3月1日）- 第122話（1999年4月4日）【SP回】SP4（1998年7月5日）、SP5（1998年10月4日）。
5. “Kyun”
作詞 - 牧穂エミ / 作曲 - 春畑道哉 / 編曲 - 春畑道哉、池田大介 / 唄 - Kanae
使用：第123話（1999年4月25日）- 第135話（1999年7月25日）。
EDアニメーションは麻里愛を中心に描かれ、歌詞に合わせて中年の登場人物に翻弄されるギャグの一枚絵の連続もあった。第126話（1999年5月16日）では挿入歌として本編でも流れた。
6. 君と僕
作詞・作曲 - 平義隆 / 編曲 - The LOVE、富田謙 / 唄 - The LOVE
使用：第136話（1999年8月1日）- 第143話（1999年10月31日）。
7. 毎日、ノープロブレム
作詞 - うえのけいこ / 作曲・編曲 - 佐橋俊彦 / 唄 - 小町&奈緒子（三浦理恵子、三橋加奈子）
使用：第152話（2000年1月30日）- 第191話（2000年12月17日）（第163話を除く）【SP回】SP8（2000年4月2日）。
使用期間中の数話のEDで、曲の途中を省略するバージョンが放送された。
8. ナイスな心意気
作詞 - 戸沢暢美 / 作曲 - 飯田建彦 / 編曲 - 石塚知生 / 唄 - 嵐[注 15]
使用：第229話（2002年1月13日）- 第252話（2002年7月21日）【SP回】SP11（2002年1月6日）、SP12（2002年4月7日）。
初使用となる第229話では、EDの前に黒いスーツとサングラスを着用した2頭身のアニメキャラクターになったアラシのメンバーが派出所を訪れるミニドラマ（DVD未収録）が挿入された。
9. なんでだろう 〜両さんバージョン〜
10. なんでだろう 〜こち亀バージョン〜
2曲ともに作詞、唄 - テツandトモ / 作曲 - トモ / 編曲 - 三沢またろう
使用：《両さんバージョン》第271話（2003年1月12日）- 第281話（2003年3月23日）【SP回】SP14（2003年1月5日）、《こち亀バージョン》第282話（2003年4月13日）- 第290話（2003年6月8日）【SP回】SP15（2003年4月6日）。
11. Hai, Irasshai（ハイ! いらっしゃい）
作詞・作曲・唄 - NICEGUY人
使用：第291話（2003年6月15日）- 第299話（2003年9月21日）【SP回】SP16（2003年10月5日）。
『こち亀』のED曲の中では最短の使用期間であった。
唯一、警察組織でなく超神田寿司が舞台のアニメだが擬宝珠家は登場せず本田、寺井が客として注文するコントである。
12. ジュゲム〜こち亀バージョン
作詞 - 古典落語、川崎敏郎 / 作曲・編曲 - 関川秀行 / 唄 - 両津勘吉and大江戸台風族
使用：第327話（2004年6月20日）- 第340話（2004年12月12日）、第343話（2005年1月3日）【SP回】SP18（2004年10月3日）。第341話、第342話、第344話はDVDではこの曲に変更されている。

#### 期間限定ED
葛飾ラプソディー
作詞 - 森雪之丞 / 作曲 - 堂島孝平 / 編曲 - 中山努・堂島孝平 / 唄 - 堂島孝平
使用：SP7（地方局およびアニマックスの再放送、DVD）、SP26（2008年11月2日）
気持ちだよ film version
作詞 - 康珍化 / 作曲・唄：吉田拓郎 / 編曲 - 瀬尾一三
使用：第144話（1999年11月21日） - 第151話（2000年1月23日）【SP回】SP7（1999年12月19日）。
『こちら葛飾区亀有公園前派出所 THE MOVIE』の主題歌。第278話（2003年2月23日）では挿入歌として使われた。
ほんのささいな恋だから 〜マリアのマンボ〜
作詞 - ラサール石井 / 作曲・編曲 - 佐橋俊彦 / 唄 - 両津＆麻里愛（ラサール石井＆麻生かほ里）
使用：SP8（2000年4月2日）。
ロボ刑事番長の歌
作詞 - 西園悟 / 作曲・編曲 - 山崎利明 / 唄 - 両津勘吉（ラサール石井）
使用：第163話（2000年4月30日）。
おいでよ亀有
作詞 - ラサール石井 / 作曲・編曲 - 佐橋俊彦 / 唄 - 両津勘吉とこち亀うぃ〜ん合唱団
使用：第192話（2001年1月14日）- 第228話（2001年12月23日）、第260話（2002年10月20日）- 第270話（2002年12月29日）、第309話（2004年1月18日）- 第326話（2004年6月13日）、第341話・第342話・第344話（2004年12月19日）、第343話（2005年1月3日）【SP回】SP9（2000年12月24日）、SP10（2001年10月7日）、SP13（2002年10月6日）、SP19（2005年3月27日）、SP27（2016年9月18日）。元はOP曲だったが、ED曲としても使用された。SP1〜SP8はDVDではこの曲に変更されている。
- EDアニメーションについて

「おいでよ亀有」のEDアニメーションは、1度目のED使用期間中に5回変更されている。初使用時のSP9（2000年12月24日）では「特殊刑事課 刑事ファイル」として特殊刑事たちの過去の登場シーンを順に流すアニメーション、第192話（2001年1月14日）から第198話（2001年2月25日）までは、「こち亀 言えるかな?」という過去登場したキャラのワンシーンを流すアニメーション、第199話（2001年3月4日）から第201話（2001年3月25日）までは「こち亀 言えるかな? 回答篇」、第202話（2001年4月22日）から第217話（2001年9月16日）まではネガの中に今までのエピソードのワンシーンを流すアニメーション、第218話（2001年10月21日）からSP11（2002年1月6日）までは両津の少年時代のエピソードを映画風に編集したものが使用されている。第218話（2001年10月21日）から制作のASATSU-DK（現ADK）の表記が「アサツー ディ・ケイ」となった。
2度目のED使用時は、260話（2002年10月20日）から270話（2002年12月29日）までは1度目と同じネガの中にエピソードを流すものが使用された。309話（2004年1月18日）から使用終了まで、及びDVD版のSP1〜SP8では背景に流れるシャボン玉の中に、今までのエピソードのワンシーンを写したものが使用された。また、この映像の時のみ、サビを歌い終えた直後に両津が「もーいっちょー!!」と叫び、サビがリピートされる。
歌詞に合わせたアニメーションはOPのみである。
夏が来た!（Diamond Head） - 「渚の女王様」より
超作詞 - S中野 / 作曲 - Danny Hamilton / 編曲 - 西脇辰弥 / 唄 - 女王様
使用：第253話（2002年8月4日）- 第259話（2002年9月15日）。6年ぶりに復活。初代OPのアニメーションを流用しているが、OP時代にタイトルロゴが表示されていた冒頭部分と最後（派出所を背景に派出所のメンバーが車に乗り込むシーンと夏服で両津が部長に怒られているシーン）は2代目OP『Everybody Can Do!』冒頭部分（高速道路を疾走するシーン）と最後部分（冬服でレギュラーメンバーが勢ぞろいするシーン）のアニメーションに差し替えられている。DVDでは「おいでよ亀有」に変更されている。
語れ! 涙!
作詞・作曲・編曲・唄 - SEX MACHINEGUN
使用：第300話（2003年10月12日）- 第308話（2004年1月11日）。『こちら葛飾区亀有公園前派出所 THE MOVIE2 UFO襲来! トルネード大作戦!!』 の主題歌。DVDでは「おいでよ亀有」に変更されている。

### 挿入歌
東京ハッスル音頭
作詞 - 平見瞠 / 作曲・編曲 - 山崎利明 / 唄 - チャーリー小林（柏倉つとむ）
使用：第136話（1999年8月1日）。
ロボ刑事番長の歌
作詞 - 西園悟 / 作曲・編曲 - 山崎利明 / 唄 - 両津勘吉（ラサール石井）
使用：第162話（2000年4月30日）。
少女漫画刑事の歌
作詞 - 西園悟 / 作曲・編曲 - 山崎利明 / 唄 - 麻生瑠理華（小檜山洋一）
使用：第167話（2000年6月4日）。
亀有は昨日も晴れだった
作詞 - ラサール石井 / 作曲・編曲 - 佐橋俊彦 / 唄 - 斉藤レイとこち亀うぃ〜ん合唱団
使用：第172話（2000年8月13日）、第199話（2001年3月4日）、第237話（2002年3月10日）、第265話（2002年11月24日）、第301話（2003年10月19日）。
気持ちだよ
作詞 - 康珍化 / 作曲・唄：吉田拓郎 / 編曲 - 瀬尾一三
使用：第180話（2000年10月1日）。
オリジナルバージョン。

## 各話リスト
ここでの「放送日」は、フジテレビジョンにおける放送日を指す。以下順番は本放送順。「話数」は前述のFODでの配信順に基づく。全344話＋TVSP全27回。「原作」は、コミックス第何巻の第何話を題材にしているかを指す（例：1-1→第1巻の第1話）。「収録」はVHS「こちら葛飾区亀有公園前派出所」（全32巻）を『無印』、レンタルDVD「こちら葛飾区亀有公園前派出所 両さん奮闘編」（全54巻）を『奮闘編』、レンタルDVD「こちら葛飾区亀有公園前派出所 スペシャル」（全11巻）を『SP』と省略して記載する。

### 1996年
| 放送日   | 話数 | サブタイトル         | 原作                | 脚本       | 絵コンテ         | 演出             | 作画監督        | 収録    |
| -------- | ---- | -------------------- | ------------------- | ---------- | ---------------- | ---------------- | --------------- | ------- |
| 6月16日  | 1    | ××警官両津現る!?     | オリジナル          | 岸間信明   | やすみ哲夫       | やすみ哲夫       | 村木新太郎      | 無印1巻 |
| 6月23日  | 2    | 空から来た新人警官   | 1-1 64-2            | 山田隆司   | 福本潔           | 福本潔           | 七海修          | 無印1巻 |
| 6月30日  | 3    | 大繁盛! 空飛ぶ屋台   | 85-10               | 雪室俊一   | 米たにヨシトモ   | 米たにヨシトモ   | 松本清 平山英嗣 | 無印1巻 |
| 7月7日   | 4    | 一発千金宝クジ野郎   | 13-10 83-1          | 山田隆司   | ワタナベシンイチ | ワタナベシンイチ | 服部一郎        | 無印1巻 |
| 7月28日  | 5    | かき氷でスキスキー   | 61-4                | 岸間信明   | 早川啓二         | 福本潔           | 原勝徳          | 無印2巻 |
| 8月4日   | 6    | 麗子怒りの大追跡!    | 55-8                | 平見瞠     | 山吉康夫         | 田部伸一         | 松本清 香川久   | 無印2巻 |
| 8月11日  | 7    | めざめよ! 冬眠警官   | 21-6 41-6 62-4 81-1 | 山田隆司   | 上田芳裕         | 上田芳裕         | 平岡正幸        | 無印2巻 |
| 8月18日  | 8    | 勝鬨橋ひらけ!        | 71-9                | 雪室俊一   | 善聡一郎         | 善聡一郎         | 服部一郎        | 無印2巻 |
| 9月1日   | 9    | トコトン大相撲!      | 83-8                | もとひら了 | 福本潔           | 福本潔           | 七海修          | 無印3巻 |
| 9月8日   | 10   | 脱線・暴走・大爆走!  | 14-6 17-7           | 桶谷顕     | ワタナベシンイチ | 田部伸一         | 松本清          | 無印3巻 |
| 9月15日  | 11   | 中川君のお宅拝見     | 5-4                 | 山田隆司   | 江上きよし       | 松浦錠平         | 平岡正幸        | 無印3巻 |
| 9月22日  | 12   | 激突! 江戸っ子合戦   | 47-2                | 西園悟     | 三沢伸           | 高橋幸雄         | 金子匡邦        | 無印3巻 |
| 10月27日 | 13   | まさか両津と麗子が…  | 45-7                | 岸間信明   | 善聡一郎         | 善聡一郎         | 服部一郎        | 無印4巻 |
| 11月3日  | 14   | ゾウさんといっしょ   | 74-1                | 平見瞠     | 高柳哲司         | 高柳哲司         | 奈須川充        | 無印4巻 |
| 11月10日 | 15   | 走れ! 本田愛のために | 35-2                | 山田隆司   | 白土武           | 田部伸一         | 松本清          | 無印4巻 |
| 11月17日 | 16   | 大原家の秘宝!?       | 14-1 19-1           | もとひら了 | 錦織博           | 大庭秀昭         | 梶浦紳一郎      | 無印4巻 |
| 11月24日 | 17   | ゴキブリ大レース     | 69-11               | 岸間信明   | 善聡一郎         | 善聡一郎         | 服部一郎        | 無印5巻 |
| 12月1日  | 18   | 激写! 京都旅行再現   | 100-4               | 平見瞠     | 高瀬節夫         | 高瀬節夫         | 原憲一          | 無印5巻 |
| 12月8日  | 19   | そば屋再建計画!      | 47-10               | 西園悟     | 高柳哲司         | 高柳哲司         | 奈須川充        | 無印5巻 |
| 12月15日 | 20   | 両津式テスト必勝法   | 88-4                | 岸間信明   | 大原実           | 松浦錠平         | 梶浦紳一郎      | 無印5巻 |
| 12月29日 | 21   | ボーナス争奪バトル   | 43-4 78-1           | 西園悟     | 木村哲           | 田部伸一         | 松本清          | 無印6巻 |
| 12月29日 | 22   | 両津メチャモテ宣言   | 88-7                | もとひら了 | 善聡一郎         | 善聡一郎         | 服部一郎        | 無印6巻 |

### 1997年
| 放送日   | 話数 | サブタイトル                   | 原作                      | 脚本       | 絵コンテ            | 演出     | 作画監督          | 収録     |
| -------- | ---- | ------------------------------ | ------------------------- | ---------- | ------------------- | -------- | ----------------- | -------- |
| 1月12日  | 23   | 新春バトルカルタ!              | 8-1 43-6 48-6             | 山田隆司   | 大久保富彦          | 高瀬節夫 | 原憲一            | 無印6巻  |
| 1月19日  | 24   | 日本一の無責任親子             | 7-2 14-4                  | 山田隆司   | 高柳哲司            | 高柳哲司 | 奈須川充          | 無印6巻  |
| 1月26日  | 25   | 謹慎なんか怖くない             | 18-4 24-9                 | 西園悟     | 諸谷英重            | 大野和寿 | 梶浦紳一郎        | 無印7巻  |
| 2月2日   | 26   | 視聴率稼ぎます!                | 89-1                      | 平見瞠     | 木村哲              | 岡本達也 | 服部一郎          | 無印7巻  |
| 2月9日   | 27   | 超（スーパー）金持ち! 白鳥麗次 | 69-5 73-7                 | 山田隆司   | 高柳哲司            | 高瀬節夫 | 原憲一            | 無印7巻  |
| 2月16日  | 28   | 両さんの大脱走!                | 60-5 88-6                 | 岸間信明   | 高柳哲司            | 高柳哲司 | 奈須川充          | 無印7巻  |
| 2月23日  | 29   | 男の「触れ愛」ひのきぶろ       | 79-5                      | 西園悟     | 大久保富彦          | 田部伸一 | 松本清            | 無印8巻  |
| 3月2日   | 30   | さんざんひな祭り               | 8-9 39-3                  | 岸間信明   | 横田和              | 大野和寿 | 平山英嗣          | 無印8巻  |
| 3月9日   | 31   | 忍者対インディ両津             | 52-3 52-4                 | もとひら了 | 大久保富彦          | 岡本達也 | 服部一郎          | 無印8巻  |
| 3月16日  | 32   | 両津ただいま修行中             | 44-9                      | 岸間信明   | 高柳哲司            | 高瀬節夫 | 原憲一            | 無印8巻  |
| 3月23日  | 33   | あぁ、マイホーム               | 16-9 29-2 39-4 50-5       | 西園悟     | 高柳哲司            | 高柳哲司 | 奈須川充          | 無印9巻  |
| 4月13日  | SP1  | 噂の海パン刑事登場             | 76-2                      | 平見瞠     | 横山貴史            | 田部伸一 | 松本清            | SP1巻    |
| 4月13日  | 34   | ハイパー小学生VS両津           | 82-8                      | 山田隆司   | 石山タカ明          | 大野和寿 | 梶浦紳一郎        | 無印9巻  |
| 4月13日  | SP1  | 部長よ! あれがパリの灯だ       | 46-6 46-7 46-8 46-9 46-10 | 山田隆司   | 大地丙太郎          | 岡崎幸男 | 小林一幸          | SP1巻    |
| 4月13日  | SP1  | 激突! 神VS両津                 | 54-2 54-3 56-2 57-7 58-10 | 西園悟     | 河田まこと          | 岡本達也 | 服部一郎          | SP1巻    |
| 4月27日  | 35   | 部長の目にも涙                 | 22-6                      | 岸間信明   | 横田和              | 福多潤   | 榎本明広          | 無印9巻  |
| 5月4日   | 36   | ㊙︎写真をとり返せ!              | 66-6                      | 山田隆司   | 善聡一郎            | 田部伸一 | 松本清            | 無印9巻  |
| 5月11日  | 37   | 命かけます食べ放題             | 65-2                      | 岸間信明   | 岡本達也            | 岡本達也 | 服部一郎          | 無印10巻 |
| 5月18日  | 38   | 再登場! 白鳥麗次               | 73-7 73-10 89-5           | もとひら了 | 高柳哲司            | 高瀬節夫 | 原憲一            | 無印10巻 |
| 5月25日  | 39   | 熱愛! 両津とマリア             | 67-4                      | 西園悟     | 高柳哲司            | 高柳哲司 | 奈須川充          | 無印10巻 |
| 6月1日   | 40   | 笑撃直撃ホンダラ拳             | 68-1                      | 山田隆司   | 榎本明広            | 福多潤   | 榎本明広          | 無印10巻 |
| 6月8日   | 41   | 初恋の人! それは両津?          | 83-7                      | 岸間信明   | 石山タカ明          | 大野和寿 | 梶浦紳一郎        | 無印11巻 |
| 6月15日  | 42   | ワニ公! 涙の芸人魂             | 67-2                      | 平見瞠     | 大久保富彦          | 田部伸一 | 松本清            | 無印11巻 |
| 6月22日  | 43   | 嵐を呼ぶ野球大会!              | 52-7                      | 西園悟     | 河田まこと          | 岡本達也 | 服部一郎          | 無印11巻 |
| 6月29日  | 44   | 電撃結婚! 両津勘吉             | 83-4 83-5                 | 山田隆司   | 高柳哲司            | 高柳哲司 | 奈須川充          | 無印12巻 |
| 6月29日  | 45   | 両さんの新人研修               | 67-3                      | 平見瞠     | 榎本明広            | 田部伸一 | 榎本明広          | 無印11巻 |
| 6月29日  | 46   | 両さん人形新発売!              | 58-1 102-9                | 山田隆司   | 近藤信宏            | 康村諒   | 金子匡邦          | 無印12巻 |
| 7月6日   | 47   | 激流屋形船パニック             | 67-9                      | 岸間信明   | 石山タカ明          | 大野和寿 | 梶浦紳一郎        | 無印12巻 |
| 7月13日  | 48   | 両さんの逆玉大作戦             | 37-5 64-10                | 平見瞠     | 善聡一郎            | 善聡一郎 | 服部一郎          | 無印12巻 |
| 8月3日   | 49   | カナダで翻堕羅拳!              | 68-9 68-10                | 山田隆司   | 高柳哲司            | 高柳哲司 | 奈須川充          | 無印13巻 |
| 8月10日  | 50   | 美味! 復讐のレシピ             | 77-5 77-6                 | 西園悟     | 久継ひろし          | 田部伸一 | 松本清            | 無印13巻 |
| 8月17日  | 51   | オバケでまる儲け!              | 66-5                      | 岸間信明   | 高柳哲司            | 吉本毅   | 佐久間信一 高橋晃 | 無印13巻 |
| 8月24日  | 52   | 美人妻はチョー過激             | 76-7 76-8                 | 山田隆司   | 南田是也            | 大野和寿 | 梶浦紳一郎        | 無印13巻 |
| 8月31日  | 53   | 浅草初恋物語                   | 76-10                     | 平見瞠     | 康村諒              | 康村諒   | 金子匡邦          | 無印14巻 |
| 9月14日  | 54   | 闘魂ゲーマー左近寺             | 99-1                      | 西園悟     | 善聡一郎            | 善聡一郎 | 服部一郎          | 無印14巻 |
| 9月21日  | 55   | お下劣写真パニック             | 99-2 101-4                | 岸間信明   | 高柳哲司            | 田部伸一 | 松本清            | 無印14巻 |
| 10月12日 | 56   | 炸裂! 爺さんパワー             | 35-9 65-10 99-8           | 平見瞠     | 南田是也            | 吉本毅   | 佐久間信一 高橋晃 | 無印14巻 |
| 10月19日 | 57   | 独身寮は女人歓迎               | 32-8 88-8                 | 岸間信明   | 大野和寿            | 大野和寿 | 梶浦紳一郎        | 無印15巻 |
| 10月26日 | 58   | 部長の隠し子疑惑!?             | 41-9                      | 西園悟     | 青山ひろし          | 田部伸一 | 松本清            | 無印15巻 |
| 11月2日  | 59   | マツタケ警備隊出動             | 77-2                      | 平見瞠     | 谷口悟朗            | 吉本毅   | 佐久間信一 高橋晃 | 無印15巻 |
| 11月16日 | 60   | ホンダラ拳危機一髪             | 68-3                      | 山田隆司   | 榎本明広            | 大野和寿 | 梶浦紳一郎        | 無印15巻 |
| 11月23日 | 61   | さらば大原部長!?               | 49-9                      | 岸間信明   | 善聡一郎            | 和田裕一 | 服部一郎          | 無印16巻 |
| 11月30日 | 62   | 走れ! 失恋ライダー             | 84-6 90-3                 | 山田隆司   | 高柳哲司 川島ひろし | 田部伸一 | 亀井隆            | 無印16巻 |
| 12月7日  | 63   | 熱写! 新聞大戦争               | 80-7                      | 西園悟     | 高柳哲司            | 高柳哲司 | 奈須川充 尼野浩正 | 無印16巻 |
| 12月14日 | 64   | ボーナス争奪戦2                | 53-5                      | 西園悟     | 三沢伸              | 田部伸一 | 松本清            | 無印16巻 |
| 12月21日 | 65   | 留守録シンドローム             | 69-4 75-1                 | 岸間信明   | 多田俊介            | 多田俊介 | 飯田宏義          | 無印17巻 |

### 1998年
| 放送日   | 話数 | サブタイトル                                    | 原作                     | 脚本     | 絵コンテ     | 演出     | 作画監督          | 収録     |
| -------- | ---- | ----------------------------------------------- | ------------------------ | -------- | ------------ | -------- | ----------------- | -------- |
| 1月4日   | 66   | 爆発ホンダラ新年会                              | 68-6 75-10               | 山田隆司 | 榎本明広     | 鶴田寛   | 服部一郎          | 無印17巻 |
| 1月4日   | SP2  | バカンスは激しいのがお好き!?                    | 46-3 46-4 91-1           | 山田隆司 | 高柳哲司     | 高柳哲司 | 奈須川充          | SP1巻    |
| 1月4日   | 67   | 追跡! 名犬リョーツ                              | 87-7                     | 岸間信明 | 榎本明広     | 大野和寿 | 寺沢伸介          | 無印17巻 |
| 1月18日  | 68   | 対決! 美女一本釣り                              | 105-8                    | 山田隆司 | 高柳哲司     | 高柳哲司 | 奈須川充 塚本哲哉 | 無印17巻 |
| 1月25日  | 69   | じいさんと爆弾魔                                | 33-2 72-5                | 平見瞠   | 河原祐二     | 多田俊介 | 飯田宏義          | 無印18巻 |
| 2月1日   | 70   | 本田、最後の恋!?                                | 94-4 94-5                | 山田隆司 | 谷口悟朗     | 田部伸一 | 松本清 服部一郎   | 無印18巻 |
| 2月15日  | 71   | 禁断の美少女人形（ドール）!                     | 99-9 102-4               | 西園悟   | 湖山禎崇     | 大野和寿 | 寺沢伸介          | 無印18巻 |
| 2月22日  | 72   | 燃えるキャンプ魂!                               | 72-2 85-2                | 平見瞠   | 辻初樹       | 田部伸一 | 松本清 服部一郎   | 無印18巻 |
| 3月1日   | 73   | トンデモ教授登場!                               | 84-1 85-5                | 岸間信明 | 青山ひろし   | 多田俊介 | 飯田宏義          | 無印19巻 |
| 3月8日   | 74   | 絶対安心! 両津観光                              | 45-1                     | 西園悟   | 芦沢剛史     | 吉田俊司 | 増谷三郎          | 無印19巻 |
| 3月15日  | 75   | お化け煙突が消えた日                            | 59-8                     | 岸間信明 | 大野和寿     | 大野和寿 | 工藤柾輝          | 無印19巻 |
| 3月22日  | 76   | 恐怖の箱男!?                                    | 68-7                     | 西園悟   | 和田裕一     | 和田裕一 | 松本清 服部一郎   | 無印19巻 |
| 4月12日  | 77   | 猛烈社長! 中川の父                              | 69-2 69-6                | 山田隆司 | 榎本明広     | 松浦錠平 | 寺沢伸介          | 無印20巻 |
| 4月12日  | SP3  | 最も危険なサバイバル!?                          | 54-9 81-3 92-1 92-8 93-1 | 山田隆司 | 高柳哲司     | 高柳哲司 | 奈須川充          | SP2巻    |
| 4月12日  | 78   | 欲望の人間クレーン                              | 73-8 74-9                | 西園悟   | 芦沢剛史     | 吉田俊司 | 増谷三郎          | 無印20巻 |
| 4月19日  | 79   | 暴走トンデモ新発明                              | 84-5 86-3 89-7           | 岸間信明 | 大庭秀昭     | 多田俊介 | 飯田宏義          | 無印20巻 |
| 4月26日  | 80   | 奮闘! 花咲か両さん                              | 70-4                     | 山田隆司 | 大庭秀昭     | 吉田俊司 | 増谷三郎          | 無印20巻 |
| 5月3日   | 81   | ボルボの同棲時代!?                              | 93-5 93-6                | 山田隆司 | 高林久弥     | 大野和寿 | 工藤柾輝          | 無印21巻 |
| 5月10日  | 82   | 翔べ! パトカー警部                              | 88-9 88-10 89-3          | 岸間信明 | 松浦錠平     | 松浦錠平 | 寺沢伸介          | 無印21巻 |
| 5月24日  | 83   | 激走! スピード屋台                              | 45-6                     | 岸間信明 | 大庭秀昭     | 田部伸一 | 松本清 服部一郎   | 無印21巻 |
| 5月31日  | 84   | 華麗に変身! 月光刑事                            | 87-2                     | 西園悟   | 高柳哲司     | 高柳哲司 | 奈須川充 尼野浩正 | 無印21巻 |
| 6月7日   | 85   | 不発弾とどけます                                | 61-10                    | 西園悟   | 芦沢剛史     | 吉田俊司 | 増谷三郎          | 無印22巻 |
| 6月14日  | 86   | 両津死す! ナニィ!?                              | 57-2 57-5                | 岸間信明 | 大庭秀昭     | 大野和寿 | 工藤柾輝          | 無印22巻 |
| 6月21日  | 87   | 密着! 危険なふたり                              | 56-7                     | 山田隆司 | ムトウユージ | 高遠和茂 | 増谷三郎          | 無印22巻 |
| 6月28日  | 88   | 撃沈! 忍者じいさん                              | 81-4 93-8                | 山田隆司 | 榎本明広     | 和田裕一 | 松本清 服部一郎   | 無印22巻 |
| 7月5日   | SP4  | 大ハード! 両津勘吉は二度死ぬ                    | 55-1 55-2 55-3 57-10     | 山田隆司 | 榎本明広     | 康村諒   | 落合正宗          | SP2巻    |
| 7月12日  | 89   | 交通安全の鬼!                                   | 28-7                     | 西園悟   | 芦沢剛史     | 吉田俊司 | 増谷三郎          | 無印23巻 |
| 7月26日  | 90   | 誕生! 鳩ポッポ刑事                              | 80-9                     | 岸間信明 | 大庭秀昭     | 松浦錠平 | 寺沢伸介          | 無印23巻 |
| 8月2日   | 91   | 恐怖! 髪は長い友達                              | 24-6 27-6 55-4 61-6 65-8 | 西園悟   | 高柳哲司     | 高柳哲司 | 奈須川充 尼野浩正 | 無印23巻 |
| 8月9日   | 92   | 野球ゲームでGO!                                 | 103-4 106-8              | 山田隆司 | 大庭秀昭     | 田部伸一 | 松本清 時永宜幸   | 無印23巻 |
| 8月16日  | 93   | これが私の好きな人                              | 107-3 107-4              | 岸間信明 | 鈴木行       | 大野和寿 | 工藤柾輝          | 無印24巻 |
| 8月23日  | 94   | 宇宙からの贈り物                                | 66-4                     | 岸間信明 | 芦沢剛史     | 吉田俊司 | 増谷三郎          | 無印24巻 |
| 8月30日  | 95   | 憧れのツーショット                              | 107-5                    | 岸間信明 | 松浦錠平     | 松浦錠平 | 寺沢伸介          | 無印24巻 |
| 9月6日   | 96   | 呪いの梅干し壺                                  | 81-7                     | 西園悟   | 高柳哲司     | 高柳哲司 | 奈須川充 尼野浩正 | 無印24巻 |
| 9月13日  | 97   | 中川君は下町育ち?                               | 106-9                    | 平見瞠   | 善聡一郎     | 和田裕一 | 時永宜幸 吉田光昭 | 無印25巻 |
| 10月4日  | 98   | 歯無しにならない話                              | 64-7                     | 平見瞠   | 大野和寿     | 大野和寿 | 寺沢伸介          | 無印25巻 |
| 10月4日  | 98   | 両さん月へ行く                                  | 58-5                     | 平見瞠   | 大野和寿     | 大野和寿 | 寺沢伸介          | 無印25巻 |
| 10月4日  | 99   | 絶体絶命さいはて署                              | 39-6 39-9                | 岸間信明 | 高柳哲司     | 高柳哲司 | 奈須川充 尼野浩正 | 無印25巻 |
| 10月4日  | SP5  | 大ハード2! 史上最低の決戦                       | 108-8                    | 山田隆司 | 榎本明広     | 吉田俊司 | 増谷三郎          | SP2巻    |
| 10月25日 | 100  | 俺が主役だ! 星逃田                              | 17-4 18-1                | 西園悟   | 高柳哲司     | 高柳哲司 | 奈須川充 尼野浩正 | 無印25巻 |
| 11月8日  | 101  | 恋のボディガード                                | 95-3                     | 平見瞠   | 牧野行洋     | 小野勝巳 | 天川五月          | 無印26巻 |
| 11月15日 | 102  | 浅草シネマパラダイス                            | 97-6                     | 岸間信明 | 和田裕一     | 和田裕一 | 時永宣幸 吉田光昭 | 無印26巻 |
| 11月22日 | 103  | 亀の恩返し                                      | 101-3                    | 西園悟   | ムトウユージ | 山崎友正 | 増谷三郎          | 無印26巻 |
| 11月29日 | 104  | 変身! 部長の新車                                | 43-3 72-10               | 山田隆司 | 大庭秀昭     | 小野勝巳 | 金子匡邦          | 無印26巻 |
| 12月6日  | 105  | ボーナス争奪戦3                                 | オリジナル               | 西園悟   | 小野勝巳     | 小野勝巳 | 天川五月          | 無印27巻 |
| 12月20日 | 106  | ホンダラ身がわり拳                              | 70-2 84-9                | 岸間信明 | 吉田俊司     | 吉田俊司 | 増谷三郎          | 無印27巻 |
| 12月27日 | 107  | 両さん小さくなる!                               | 43-7 44-3 44-4           | 平見瞠   | 高柳哲司     | 高柳哲司 | 奈須川充 尼野浩正 | 無印27巻 |
| 12月27日 | 108  | 地獄のダブルデート                              | 109-2                    | 西園悟   | 芦沢剛史     | 田部伸一 | 服部一郎 時永宜幸 | 無印27巻 |
| 12月27日 | 109  | 世界最強美女決定! B-1グランプリ'98 香港大決戦!! | 109-3                    | 西園悟   | 榎本明広     | 田部伸一 | 時永宜幸 吉田光昭 | 無印28巻 |
| 12月27日 | 110  | 浅草物語                                        | 57-8                     | 山田隆司 | 吉田俊司     | 吉田俊司 | 増谷三郎          | 無印28巻 |
| 12月27日 | -    | 両さん、透明人間になる                          | 63-9                     | -        | 高松信司     | 田部伸一 | -                 | SP3巻    |

### 1999年
| 放送日   | 話数 | サブタイトル                      | 原作                                | 脚本     | 絵コンテ       | 演出       | 作画監督          | 収録      |
| -------- | ---- | --------------------------------- | ----------------------------------- | -------- | -------------- | ---------- | ----------------- | --------- |
| 1月17日  | 111  | 兄として…!                        | 78-9 79-4                           | 山田隆司 | 善聡一郎       | 大野和寿   | 寺沢伸介          | 無印28巻  |
| 1月24日  | 112  | 身内として…!                      | 78-10                               | 山田隆司 | 大野和寿       | 大野和寿   | 寺沢伸介          | 無印28巻  |
| 1月31日  | 113  | 48時間世界一周!                   | 91-8                                | 岸間信明 | 榎本明広       | 長崎五郎   | 寺沢伸介          | 無印29巻  |
| 2月7日   | 114  | マリア! 恋する鉄拳                | 67-7                                | 岸間信明 | 高柳哲司       | 高柳哲司   | 奈須川充 尼野浩正 | 無印29巻  |
| 2月14日  | 115  | 逆襲罰当たりジジィ                | 44-4 62-10                          | 平見瞠   | 小野勝巳       | 小野勝巳   | 天川五月          | 無印29巻  |
| 2月21日  | 116  | 走れ! 麗子の大追跡                | 110-2                               | 山田隆司 | 和田裕一       | 和田裕一   | 服部一郎          | 無印29巻  |
| 2月28日  | 117  | 渡る世間に火気厳禁                | 23-4                                | 西園悟   | 大野和寿       | 石川敏浩   | 山崎隆生          | 無印30巻  |
| 3月7日   | 118  | 秘薬リョーツGPX                   | 70-3                                | 山田隆司 | えんどうてつや | 吉田俊司   | 増谷三郎          | 無印30巻  |
| 3月14日  | 119  | 本田家の一族                      | 23-6                                | 西園悟   | えんどうてつや | 棚橋一徳   | 増谷三郎          | 無印30巻  |
| 3月21日  | 120  | 思い過ごしも恋のうち              | 108-7                               | 岸間信明 | 小野勝巳       | 小野勝巳   | 山崎隆生 天川五月 | 無印30巻  |
| 4月4日   | 121  | 顔は災いの元?!                    | 58-7                                | 平見瞠   | 佐々木皓一     | 石川敏浩   | 山崎隆生          | 無印31巻  |
| 4月4日   | 121  | 生き様さまざま                    | 107-7                               | 平見瞠   | 佐々木皓一     | 石川敏浩   | 山崎隆生          | 無印31巻  |
| 4月4日   | SP6  | 両津の野望! タイムスリップ戦国伝  | 51-3 51-4                           | 山田隆司 | 高柳哲司       | 高柳哲司   | 奈須川充          | SP3巻     |
| 4月4日   | 122  | 新米刑事・両津!                   | 31-9 41-10                          | 西園悟   | 河田まこと     | 田部伸一   | 服部一郎          | 無印31巻  |
| 4月25日  | 123  | パパと呼ばないで!                 | 14-2 79-2                           | 平見瞠   | 吉田俊司       | 吉田俊司   | 増谷三郎          | 無印31巻  |
| 5月2日   | 124  | 左近寺新たなる門出                | 105-3                               | 西園悟   | えんどうてつや | 棚橋一徳   | 増谷三郎          | 無印31巻  |
| 5月9日   | 125  | 遠い放課後                        | 106-6 108-4                         | 岸間信明 | 和田裕一       | 和田裕一   | 服部一郎          | 無印32巻  |
| 5月16日  | 126  | 五輪（オリンピック）にゃまだ早い? | 49-7 100-9 別注-12                  | 山田隆司 | えんどうてつや | 棚橋一徳   | 増谷三郎          | 無印32巻  |
| 5月23日  | 127  | 萌えろ! 恋のえらぶ島              | 21-4 50-9                           | 山田隆司 | 康村諒         | 田部伸一   | 小林一幸 高成雲   | 無印32巻  |
| 5月30日  | 128  | トンデモ航空警察隊                | 50-2                                | 西園悟   | 大庭秀昭       | 和田裕一   | 服部一郎          | 無印32巻  |
| 6月6日   | 129  | 感涙! 寺井の初体験                | 4-1                                 | 岸間信明 | 栗山美秀       | 栗山美秀   | 飯田宏義          | 奮闘編1巻 |
| 6月13日  | 130  | 両さん、漫画家になる              | 94-5 94-8 111-6                     | 岸間信明 | 佐々木皓一     | 石川敏浩   | 増谷三郎          | 奮闘編1巻 |
| 6月20日  | 131  | 激闘カンケリ大戦争                | 102-5                               | 西園悟   | 又野弘道       | 栗山美秀   | 飯田宏義          | 奮闘編1巻 |
| 6月27日  | 132  | ノストラ両津大予言                | 78-7                                | 岸間信明 | 小野勝巳       | 渡辺健一郎 | 塚本哲哉          | 奮闘編1巻 |
| 7月4日   | 133  | 激撮ホームビデオ王                | 62-3                                | 岸間信明 | 和田裕一       | 和田裕一   | 服部一郎          | 奮闘編2巻 |
| 7月11日  | 134  | 亀有の夜はやさしく                | 9-2 9-6                             | 平見瞠   | 栗山美秀       | 栗山美秀   | 飯田宏義          | 奮闘編2巻 |
| 7月25日  | 135  | 決戦! ゴルフ場破り                | 51-2                                | 山田隆司 | 藤原良二       | 藤原良二   | 飯田宏義          | 奮闘編2巻 |
| 8月1日   | 136  | チャーリー小林の秘密              | 8-9 10-3 10-8                       | 平見瞠   | 佐々木皓一     | 石川敏浩   | 増谷三郎          | 奮闘編2巻 |
| 8月8日   | 137  | トンデモ深海SOS                   | 75-9 106-9                          | 岸間信明 | 藤原良二       | 田部伸一   | 小林一幸          | 奮闘編3巻 |
| 8月22日  | 138  | 働け! 松吉                        | 8-5 8-7                             | 平見瞠   | 高柳哲司       | 和田裕一   | 服部一郎          | 奮闘編3巻 |
| 8月29日  | 139  | 夜空に咲いた贈り物                | 61-5 112-2                          | 岸間信明 | 栗山美秀       | 栗山美秀   | 飯田宏義          | 奮闘編3巻 |
| 9月12日  | 140  | 両津の体力株式会社                | 60-1                                | 山田隆司 | 大庭秀昭       | 山口美浩   | 塚本哲哉          | 奮闘編3巻 |
| 9月19日  | 141  | 笑う門に恵比須くん                | 42-2 112-8                          | 山田隆司 | 藤原良二       | 藤原良二   | 飯田宏義          | 奮闘編4巻 |
| 10月17日 | 142  | 戦え! トランプ下克上              | 105-4 106-1                         | 西園悟   | 高柳哲司       | 和田裕一   | 服部一郎          | 奮闘編4巻 |
| 10月31日 | 143  | 出動! ロボット警官                | 35-6                                | 西園悟   | 佐々木皓一     | 石川敏浩   | 増谷三郎          | 奮闘編4巻 |
| 11月21日 | 144  | ストラディ大追跡!                 | 85-4                                | 岸間信明 | 小野勝巳       | 小野勝巳   | 森川均            | 奮闘編4巻 |
| 12月5日  | 145  | SF宇宙人の逆襲!                   | 下町奮戦記-12                       | 平見瞠   | 高柳哲司       | 和田裕一   | 服部一郎          | 奮闘編5巻 |
| 12月12日 | 146  | ボーナス争奪戦4                   | 78-1                                | 西園悟   | 小野勝巳       | 小野勝巳   | 天川五月          | 奮闘編5巻 |
| 12月19日 | 147  | 時間よとまれ                      | 33-6                                | 平見瞠   | 大庭秀昭       | 田部伸一   | 小林一幸          | 奮闘編5巻 |
| 12月19日 | 147  | 極楽はどこだ                      | 59-10                               | 平見瞠   | 大庭秀昭       | 田部伸一   | 小林一幸          | 奮闘編5巻 |
| 12月19日 | SP7  | 両さん アメリカへ行く             | 26-9 26-10 27-1 27-2 27-3 27-4 27-5 | 山田隆司 | 榎本明広       | 小野勝巳   | 金子匡邦 森川均   | SP3巻     |

### 2000年
| 放送日   | 話数 | サブタイトル                                       | 原作                                      | 脚本     | 絵コンテ          | 演出       | 作画監督              | 収録       |
| -------- | ---- | -------------------------------------------------- | ----------------------------------------- | -------- | ----------------- | ---------- | --------------------- | ---------- |
| 1月2日   | 148  | はるかなる寺井家                                   | 29-2                                      | 山田隆司 | 山口美浩          | 山口美浩   | 小川夏美              | 奮闘編5巻  |
| 1月2日   | 149  | カルシウムで耐えろ                                 | 81-6                                      | 西園悟   | 栗山美秀          | 栗山美秀   | 飯田宏義              | 奮闘編6巻  |
| 1月16日  | 150  | 肉体派マジシャン                                   | 80-2                                      | 平見瞠   | 高柳哲司          | 石田博     | 嶋津郁雄              | 奮闘編6巻  |
| 1月23日  | 151  | 小町!? 大ブレイク                                  | 9-5 49-8                                  | 岸間信明 | 佐々木皓一        | 石川敏浩   | 増谷三郎              | 奮闘編6巻  |
| 1月30日  | 152  | 実録! V（ビデオ）カメラマン                        | 76-1                                      | 平見瞠   | 善聡一郎          | 藤原良二   | 飯田宏義              | 奮闘編6巻  |
| 2月6日   | 153  | 米とおむすびの旅立ち                               | 82-6                                      | 平見瞠   | 高柳哲司          | 山口美浩   | 小川夏美              | 奮闘編7巻  |
| 2月13日  | 154  | あぁ地獄の寄宿生活                                 | 40-2                                      | 山田隆司 | 佐々木皓一        | 石川敏浩   | 増谷三郎              | 奮闘編7巻  |
| 2月20日  | 155  | ケータイパニック!                                  | 70-7 91-9 106-6                           | 岸間信明 | 大庭秀昭          | 藤原良二   | 飯田宏義              | 奮闘編7巻  |
| 2月27日  | 156  | 旅まかせ温泉ツアー                                 | 114-3                                     | 山田隆司 | 高柳哲司          | 山口美浩   | 天川五月              | 奮闘編7巻  |
| 3月5日   | 157  | 不忍池の想い出                                     | 98-3                                      | 岸間信明 | 善聡一郎          | 山田雄三   | 嶋津郁雄              | 奮闘編8巻  |
| 3月12日  | 158  | 決戦! 大自然ゴルフ                                 | 86-6 91-4                                 | 山田隆司 | 飯島正勝          | 飯島正勝   | 南伸一郎              | 奮闘編8巻  |
| 3月19日  | 159  | 変身! 庶民派中川君                                 | 113-1                                     | 平見瞠   | 佐々木皓一        | 石川敏浩   | 増谷三郎              | 奮闘編8巻  |
| 4月2日   | 160  | 人生をやりなおせ!                                  | 92-4                                      | 岸間信明 | 藤原良二          | 藤原良二   | 飯田宏義              | 奮闘編8巻  |
| 4月2日   | 160  | 七色の声をもつ男                                   | 77-3                                      | 岸間信明 | 藤原良二          | 藤原良二   | 飯田宏義              | 奮闘編8巻  |
| 4月2日   | SP8  | オドロキモモノキ島の大決戦                         | 81-9                                      | 山田隆司 | 榎本明広          | 和田裕一   | 服部一郎              | SP3巻      |
| 4月16日  | 161  | 人生最悪の日                                       | 40-9                                      | 平見瞠   | 高柳哲司          | 和田裕一   | 服部一郎              | 奮闘編9巻  |
| 4月23日  | 162  | 恋は海を越えて!?                                   | 29-9 29-10                                | 山田隆司 | 小野勝巳          | 小野勝巳   | 落合正宗              | 奮闘編9巻  |
| 4月30日  | 163  | アニメで儲けろ!                                    | 40-5 97-5                                 | 西園悟   | 榎本明広          | 和田裕一   | 増谷三郎              | 奮闘編9巻  |
| 5月7日   | 164  | 友情の翼                                           | 87-4                                      | 山田隆司 | 善聡一郎          | 秦義人     | 桜井木ノ実            | 奮闘編9巻  |
| 5月14日  | 165  | ハイパー社長の家族サービス                         | 85-1                                      | 山田隆司 | 飯島正勝          | 飯島正勝   | 増谷三郎              | 奮闘編10巻 |
| 5月28日  | 166  | 恥を忍んでアルバイト                               | 111-1                                     | 岸間信明 | 佐々木皓一        | 石川敏浩   | 増谷三郎              | 奮闘編10巻 |
| 6月4日   | 167  | 出た! 少女漫画刑事                                 | 116-2                                     | 西園悟   | 高柳哲司 酒井伸次 | 高柳哲司   | 奈須川充              | 奮闘編10巻 |
| 6月11日  | 168  | 災いは忘れた頃に...                                | 61-9 89-8                                 | 山田隆司 | 佐々木皓一        | 石川敏浩   | 増谷三郎              | 奮闘編10巻 |
| 6月18日  | 169  | ハイパーコップ両津                                 | 65-3                                      | 西園悟   | 高柳哲司          | 小野勝巳   | 増谷三郎              | 奮闘編11巻 |
| 7月16日  | 170  | 両さん人間ドックへ行く                             | 54-5                                      | 岸間信明 | 高柳哲司          | 高柳哲司   | 奈須川充              | 奮闘編11巻 |
| 7月30日  | 171  | 光の球場                                           | 82-4                                      | 西園悟   | 秦義人            | 秦義人     | 桜井木ノ実            | 奮闘編11巻 |
| 8月13日  | 172  | 下町交番日記                                       | 64-1 64-3 64-4                            | 西園悟   | 小野勝巳          | 小野勝巳   | 飯田宏義              | 奮闘編11巻 |
| 8月20日  | 173  | 剣道一直線!                                        | 43-10 93-10                               | 岸間信明 | 藤原良二          | 渡辺健一郎 | 増谷三郎              | 奮闘編12巻 |
| 8月27日  | 174  | 勘吉郎の夏                                         | オリジナル                                | 山田隆司 | 高柳哲司          | 渡辺健一郎 | 増谷三郎              | 奮闘編12巻 |
| 9月3日   | 175  | 激突! チャリティバザー                             | 7-6 83-2 114-4                            | 平見瞠   | 高柳哲司          | 鶴田寛     | 小林一幸              | 奮闘編12巻 |
| 9月10日  | 176  | 冬眠警官ふたたび                                   | 81-1                                      | 山田隆司 | 小野勝巳          | 小野勝巳   | 増谷三郎              | 奮闘編12巻 |
| 9月17日  | 177  | 秘境! どいなか県                                   | 35-4                                      | 西園悟   | 菱川直樹          | 安形優篤   | 飯田宏義              | 奮闘編13巻 |
| 9月24日  | 178  | サーカスシンフォニー                               | 109-9                                     | 岸間信明 | 小野勝巳          | 小野勝巳   | 増谷三郎              | 奮闘編13巻 |
| 10月1日  | 179  | 空飛ぶタコ配便                                     | 64-6                                      | 西園悟   | 佐々木皓一        | 吉川浩司   | 増谷三郎              | 奮闘編13巻 |
| 10月1日  | 180  | 新聞少年勘吉物語                                   | 103-7                                     | 岸間信明 | 高柳哲司          | 高柳哲司   | 奈須川充              | 奮闘編13巻 |
| 10月1日  | 181  | 大激突! 両津VSカラス                               | 97-2 118-6                                | 平見瞠   | 高柳哲司          | 渡辺健一郎 | 増谷三郎              | 奮闘編14巻 |
| 10月1日  | 182  | 圭一・麗子の夫婦漫才                               | 115-5                                     | 平見瞠   | 榎本明広          | 吉川浩司   | 増谷三郎              | 奮闘編14巻 |
| 10月1日  | -    | 慎吾ママの無理やり朝ごはん!                        | オリジナル                                | 平見瞠   | 握乃手紗貴        | 握乃手紗貴 | -                     | -          |
| 10月22日 | 183  | 両津タクシー営業中                                 | 80-10 119-6                               | 山田隆司 | 榎本明広          | 榎本明広   | 時永宣幸 吉田光昭     | 奮闘編14巻 |
| 10月29日 | 184  | 走れカメアリキングオー                             | 26-3 26-4                                 | 岸間信明 | 善聡一郎          | 渡辺健一郎 | 増谷三郎              | 奮闘編14巻 |
| 11月5日  | 185  | 天才画家あらわる                                   | 72-6                                      | 平見瞠   | 高柳哲司          | 栗本宏志   | 増谷三郎              | 奮闘編15巻 |
| 11月12日 | 186  | 本田家の一族2 イブの宝物                           | 104-8 116-3                               | 西園悟   | 奈須川充          | 奈須川充   | 奈須川充              | 奮闘編15巻 |
| 11月19日 | 187  | 追いかけて亀有                                     | 40-7 122-2                                | 岸間信明 | 森脇真琴          | 森脇真琴   | 原田峰文              | 奮闘編15巻 |
| 11月26日 | 188  | 両さん選挙に立つ                                   | 51-5 55-10                                | 山田隆司 | 高柳哲司          | 渡辺健一郎 | 飯田宏義              | 奮闘編15巻 |
| 12月3日  | 189  | ボーナス争奪戦5                                    | オリジナル                                | 西園悟   | 小野勝巳          | 小野勝巳   | 松崎一                | 奮闘編16巻 |
| 12月10日 | 190  | とんでもボディジャック                             | 118-9                                     | 岸間信明 | 高柳哲司          | 高柳哲司   | 奈須川充              | 奮闘編16巻 |
| 12月17日 | 191  | 寺井、執念の追跡                                   | 7-1                                       | 平見瞠   | 小野勝巳          | 小野勝巳   | 落合正宗              | 奮闘編16巻 |
| 12月24日 | SP9  | 両さん、最大の危機! ライバルはチャキチャキ江戸っ娘 | 118-1 118-2 118-5 119-5 119-7 119-9 120-4 | 山田隆司 | 榎本明広          | 菱川直樹   | 小林一幸              | SP4巻      |
| 12月24日 | SP9  | 21世紀だよ 祝い隊参上!                             | 116-8                                     | 平見瞠   | 佐々木皓一        | 佐々木皓一 | 梶浦紳一郎 日高真由美 | SP4巻      |

### 2001年
| 放送日   | 話数 | サブタイトル                                        | 原作             | 脚本     | 絵コンテ              | 演出       | 作画監督            | 収録       |
| -------- | ---- | --------------------------------------------------- | ---------------- | -------- | --------------------- | ---------- | ------------------- | ---------- |
| 1月14日  | 192  | こちら東銀座歌舞伎座前派出所                        | 39-7 39-8 64-4   | 岸間信明 | 矢立つづき 矢立おわり | 渡辺健一郎 | 塚本哲哉 尼野浩正   | 奮闘編16巻 |
| 1月21日  | 193  | 目覚めよ! まじめ人間両津                            | 49-2 98-2        | 西園悟   | 木宮茂                | 木宮茂     | 倉川英揚            | 奮闘編17巻 |
| 1月28日  | 194  | 踊る大江戸捜査網                                    | 122-3            | 岸間信明 | 高柳哲司              | 佐々木皓一 | 梶浦紳一郎          | 奮闘編17巻 |
| 2月4日   | 195  | ペットの飼い方教えます                              | 90-1             | 平見瞠   | 小野勝巳              | 小野勝巳   | 落合正宗            | 奮闘編17巻 |
| 2月11日  | 196  | 帰ってきた交通安全の鬼                              | 82-7             | 西園悟   | 三家本泰美            | 三家本泰美 | 倉川英揚            | 奮闘編17巻 |
| 2月18日  | 197  | トロバス物語                                        | 114-1            | 岸間信明 | 奈須川充              | 奈須川充   | 奈須川充            | 奮闘編18巻 |
| 2月25日  | 198  | 悲惨さんざん誕生日                                  | 49-4             | 西園悟   | 小滝礼                | 小滝礼     | 服部一郎            | 奮闘編18巻 |
| 3月4日   | 199  | 聖橋、白線流し                                      | 73-2 121-3       | 山田隆司 | 榎本明広              | 渡辺健一郎 | 塚本哲哉 安形佳巳   | 奮闘編18巻 |
| 3月11日  | 200  | 親愛なる兄貴へ                                      | 92-3 92-7        | 山田隆司 | 佐々木皓一            | 佐々木皓一 | 梶浦紳一郎 岡迫亘弘 | 奮闘編18巻 |
| 3月25日  | 201  | 義理と人情の子守歌                                  | オリジナル       | 平見瞠   | 辻初樹                | 日下部光雄 | 飯村一夫            | 奮闘編19巻 |
| 4月22日  | 202  | 落書き消してくれ!                                   | オリジナル       | 平見瞠   | 小野勝巳              | 小野勝巳   | 雪野五月            | 奮闘編19巻 |
| 4月29日  | 203  | 両津タウン改造計画                                  | 87-5 105-2 121-6 | 岸間信明 | 三家本泰美            | 三家本泰美 | 安藤幹彦            | 奮闘編19巻 |
| 5月13日  | 204  | 視聴率を盗んだ男                                    | 80-3             | 西園悟   | 高柳哲司              | 渡辺健一郎 | 尼野浩正 塚本哲哉   | 奮闘編19巻 |
| 5月20日  | 205  | 両さん禁酒命令                                      | 30-10 34-2 103-6 | 岸間信明 | 辻初樹                | 小滝礼     | 服部一郎            | 奮闘編20巻 |
| 5月27日  | 206  | 超編集（スーパーエディター）!                       | 82-2             | 西園悟   | 高柳哲司              | 高柳哲司   | 奈須川充            | 奮闘編20巻 |
| 6月3日   | 207  | 両さん億万長者になる                                | 31-6 42-9 62-8   | 岸間信明 | 小野勝巳              | 小野勝巳   | 小川夏美            | 奮闘編20巻 |
| 6月17日  | 208  | ぶらり密着! 下町警官                                | 42-3             | 平見瞠   | 三家本泰美            | 三家本泰美 | 安藤幹彦            | 奮闘編20巻 |
| 6月24日  | 209  | スーパー幼稚園児檸檬!                               | 119-8 120-8      | 山田隆司 | 辻初樹                | 辻初樹     | 丹内司              | 奮闘編21巻 |
| 7月15日  | 210  | 忍法おしえます!                                     | 33-3 82-1        | 西園悟   | 小林智樹              | 小林智樹   | 工藤柾輝            | 奮闘編21巻 |
| 8月12日  | 211  | パパは若大将!                                       | 117-6 122-8      | 岸間信明 | 佐々木皓一            | 佐々木皓一 | 日高真由美          | 奮闘編21巻 |
| 8月19日  | 212  | 胸像の怒り                                          | 69-1 74-4        | 西園悟   | 三家本泰美            | 三家本泰美 | 安藤幹彦            | 奮闘編21巻 |
| 8月19日  | 213  | 麗子、夏の思い出...                                 | 122-9            | 岸間信明 | 辻初樹                | 辻初樹     | 丹内司              | 奮闘編22巻 |
| 8月26日  | 214  | 十二階で逢いませう                                  | 5-10             | 平見瞠   | 小野勝巳              | 小野勝巳   | 小川夏美            | 奮闘編22巻 |
| 9月2日   | 215  | 一億円争奪! 巨大アスレチック大会                    | 76-9 113-9 119-4 | 山田隆司 | 飯島正勝              | 飯島正勝   | 小林一三            | 奮闘編22巻 |
| 9月9日   | 216  | 祭り太鼓                                            | 6-4 61-7         | 岸間信明 | 三家本泰美            | 三家本泰美 | 安藤幹彦            | 奮闘編22巻 |
| 9月16日  | 217  | さよなら両さん                                      | 51-7             | 平見瞠   | 高柳哲司              | 渡辺健一郎 | 増谷三郎            | 奮闘編23巻 |
| 10月7日  | SP10 | 湯けむりポロり 2001年京都の旅 2001:A KYOTO ODDYSSEY | オリジナル       | 山田隆司 | 榎本明広              | 荻原露光   | 西城隆詞 山崎展義   | SP4巻      |
| 10月21日 | 218  | 決定! ランキング王                                  | 82-9             | 西園悟   | 佐々木皓一            | 佐々木皓一 | 日高真由美          | 奮闘編23巻 |
| 10月28日 | 219  | 魔法のヤカン                                        | 69-3 92-9        | 西園悟   | 飯島正勝              | 飯島正勝   | 桜井木ノ実          | 奮闘編23巻 |
| 11月4日  | 220  | 檸檬に一目惚れ                                      | 124-6            | 山田隆司 | 辻初樹                | 辻初樹     | 丹内司              | 奮闘編23巻 |
| 11月11日 | 221  | スーパー老巡査の素晴らしき一日                      | 27-7             | 山田隆司 | 三家本泰美            | 三家本泰美 | 安藤幹彦            | 奮闘編24巻 |
| 11月18日 | 222  | つるぴか両さん                                      | 55-4             | 西園悟   | 佐々木皓一            | 佐々木皓一 | 日高真由美          | 奮闘編24巻 |
| 11月25日 | 223  | 悪徳セールスをぶっとばせ                            | 43-2 79-9        | 山田隆司 | 榎本明広              | 飯島正勝   | 寺沢伸介            | 奮闘編24巻 |
| 12月2日  | 224  | 私は女優よ! 亀有両子                                | オリジナル       | 平見瞠   | 小野勝巳              | 小野勝巳   | 小川夏美            | 奮闘編24巻 |
| 12月9日  | 225  | 史上最悪の脱出!                                     | オリジナル       | 平見瞠   | 高柳哲司              | 渡辺健一郎 | 増谷三郎            | 奮闘編25巻 |
| 12月9日  | 226  | ボーナス争奪戦6                                     | 78-1             | 西園悟   | 奈須川充              | 奈須川充   | 奈須川充            | 奮闘編25巻 |
| 12月16日 | 227  | 底ぬけ! どろぼう株式会社                            | 7-8              | 平見瞠   | 辻初樹                | 筒井義明   | 寺沢伸介            | 奮闘編25巻 |
| 12月23日 | 228  | 飛び出せ! クリスマス                                | 78-2 103-2       | 岸間信明 | 佐々木皓一            | 佐々木皓一 | 増谷三郎            | 奮闘編25巻 |

### 2002年
| 放送日   | 話数 | サブタイトル                             | 原作                | 脚本     | 絵コンテ        | 演出              | 作画監督        | 収録       |
| -------- | ---- | ---------------------------------------- | ------------------- | -------- | --------------- | ----------------- | --------------- | ---------- |
| 1月6日   | SP11 | ヨーロッパ横断! 麗子救出大作戦           | 103-8               | 山田隆司 | 榎本明広        | 山崎浩司          | 山内昇寿郎      | SP5巻      |
| 1月13日  | 229  | 檸檬の父親参観日                         | オリジナル          | 山田隆司 | 辻初樹          | 渡辺健一郎        | 増谷三郎        | 奮闘編26巻 |
| 1月20日  | 230  | とべ! 魔法のじゅうたん                   | 47-9                | 西園悟   | 奈須川充        | 奈須川充          | 奈須川充        | 奮闘編26巻 |
| 1月27日  | 231  | デマがデマ呼ぶ両津鍋                     | 38-8                | 岸間信明 | 飯島正勝        | 飯島正勝          | 安藤幹彦        | 奮闘編26巻 |
| 2月3日   | 232  | こちらコンビニ派出所                     | 121-1               | 平見瞠   | 佐々木皓一      | 佐々木皓一        | 増谷三郎        | 奮闘編26巻 |
| 2月10日  | 233  | 今夜は生放送!?                           | 72-1                | 岸間信明 | 小野勝巳        | 小野勝巳          | 小川夏美        | 奮闘編27巻 |
| 2月17日  | 234  | エビ! カニ! イカ! 巨大バイオ生物の襲来   | 63-2                | 西園悟   | 高柳哲司        | 飯島正勝          | 寺沢伸介        | 奮闘編27巻 |
| 2月17日  | 234  | 住人と色                                 | 41-5                | -        | 禾火本三台      | 飯島正勝          | 寺沢伸介        | 奮闘編27巻 |
| 2月24日  | 235  | クマなく探せ大追跡                       | 118-8               | 岸間信明 | 小野勝巳        | 小野勝巳          | 小川夏美        | 奮闘編27巻 |
| 3月3日   | 236  | 悲惨さんざん誕生日ふたたび               | 59-7 125-6          | 西園悟   | 岡崎幸男        | 秦義人            | 安藤幹彦        | 奮闘編27巻 |
| 3月10日  | 237  | 冒険カン吉                               | オリジナル          | 岸間信明 | 辻初樹          | 筒井義明          | 丹内司          | 奮闘編28巻 |
| 3月17日  | 238  | しゃっくりパニック                       | オリジナル          | 平見瞠   | 佐々木皓一      | 佐々木皓一        | 増谷三郎        | 奮闘編28巻 |
| 3月24日  | 239  | 親切ドロボウ                             | 31-3 47-1 48-5 88-5 | 岸間信明 | 小野勝巳        | 小野勝巳          | 小川夏美        | 奮闘編28巻 |
| 4月7日   | SP12 | レッツゴー長崎! 恋しぐれトラック姉ちゃん | 36-6 36-7 36-8 36-9 | 岸間信明 | 辻初樹 榎本明広 | 山崎浩司 飯島正勝 | 丹内司 寺沢伸介 | SP5巻      |
| 4月14日  | 240  | 両津と檸檬 京都ふたり旅                  | 125-1 125-2 125-3   | 山田隆司 | 奈須川充        | 奈須川充          | 奈須川充        | 奮闘編28巻 |
| 4月21日  | 241  | 恋の大沈没!                              | 111-6 123-5         | 岸間信明 | 飯島正勝        | 飯島正勝          | 寺沢伸介        | 奮闘編29巻 |
| 4月28日  | 242  | 街角サッカー2002                         | 93-2                | 西園悟   | 秦義人          | 秦義人            | 安藤幹彦        | 奮闘編29巻 |
| 5月5日   | 243  | 鍵をかけすぎた男                         | 20-4 128-2          | 平見瞠   | 高柳哲司        | 渡辺健一郎        | 増谷三郎        | 奮闘編29巻 |
| 5月12日  | 244  | 中川の父をたずねて三千里                 | 63-1 127-3          | 山田隆司 | 佐々木皓一      | 佐々木皓一        | 増谷三郎        | 奮闘編29巻 |
| 5月19日  | 245  | 両さんの長い一日                         | 17-2 61-2           | 山田隆司 | 辻初樹          | 山崎浩司          | 丹内司          | 奮闘編30巻 |
| 5月19日  | 245  | 帰ってきたハードボイルド刑事             | オリジナル          | 山田隆司 | 辻初樹          | 山崎浩司          | 丹内司          | 奮闘編30巻 |
| 6月2日   | 246  | 極秘指令ミッション・イン五重塔           | 53-10 86-5          | 玉井☆豪  | 秦義人          | 秦義人            | 安藤幹彦        | 奮闘編30巻 |
| 6月9日   | 247  | 本田ショック! 伊歩の結婚                 | 123-6 123-7         | 西園悟   | 奈須川充        | 奈須川充          | 奈須川充        | 奮闘編30巻 |
| 6月16日  | 248  | 満員御礼! 葛飾プロレス                   | 51-6                | 玉井☆豪  | 菱川直樹        | 渡辺健一郎        | 増谷三郎        | 奮闘編30巻 |
| 6月23日  | 249  | 走れ寺井! お父さんのためのスタンプラリー | 112-9               | 平見瞠   | 佐々木皓一      | 佐々木皓一        | 日高真由美      | 奮闘編31巻 |
| 6月30日  | 250  | ロボット警官ダメ太郎                     | 52-8 53-8           | 西園悟   | 小野勝巳        | 小野勝巳          | 野口啓生        | 奮闘編31巻 |
| 7月14日  | 251  | 透明刑事あらわる!                        | 63-9                | 西園悟   | 榎本明広        | 渡辺健一郎        | 増谷三郎        | 奮闘編31巻 |
| 7月21日  | 252  | 檸檬、おねえちゃんになる                 | 126-1 126-2 126-8   | 山田隆司 | 辻初樹          | 和田裕一          | 丹内司          | 奮闘編31巻 |
| 8月4日   | 253  | 一週間でスイカ300個食べきる男            | 31-8 35-3 101-7     | 西園悟   | 秦義人          | 秦義人            | 安藤幹彦        | 奮闘編32巻 |
| 8月11日  | 254  | ちっちゃな両津は妖精さん?                | 48-8                | 玉井☆豪  | 奈須川充        | 奈須川充          | 奈須川充        | 奮闘編32巻 |
| 8月18日  | 255  | 水着写真をゲットせよ!                    | 116-9               | 玉井☆豪  | 高柳哲司        | 渡辺健一郎        | 増谷三郎        | 奮闘編32巻 |
| 8月25日  | 256  | 派出所温泉でイイ湯だな                   | 73-1 74-10          | 岸間信明 | 西山明樹彦      | 佐々木皓一        | 日高真由美      | 奮闘編32巻 |
| 9月1日   | 257  | 燃える炎のロボット警官                   | 57-3 57-4           | 西園悟   | 小野勝巳        | 小野勝巳          | 野口啓生        | 奮闘編33巻 |
| 9月8日   | 258  | 両さんの下町旅行                         | 47-8 63-1 73-9      | 岸間信明 | 辻初樹          | 山崎浩司          | 丹内司          | 奮闘編33巻 |
| 9月15日  | 259  | 迷作? ももデレラ                         | 85-3                | 山田隆司 | 阿蘭墨史        | 飯島正勝          | 増谷三郎        | 奮闘編33巻 |
| 9月15日  | 259  | FAXします私のすべて                      | 65-9                | 山田隆司 | 阿蘭墨史        | 飯島正勝          | 増谷三郎        | 奮闘編33巻 |
| 10月6日  | SP13 | 両津VS忍者軍団! 裏江戸城黄金伝説         | オリジナル          | 山田隆司 | 榎本明広        | 清水明            | 山崎展義        | SP5巻      |
| 10月20日 | 260  | いやし系で儲けろ!                        | 33-8                | 平見瞠   | 奥田誠治        | 秦義人            | 安藤幹彦        | 奮闘編33巻 |
| 10月27日 | 261  | 迷惑オヤジ御所河原                       | 37-4 92-6           | 西園悟   | 榎本明広        | 渡辺健一郎        | 増谷三郎        | 奮闘編34巻 |
| 11月3日  | 262  | だまされて亀有 そして成田                | オリジナル          | 平見瞠   | 佐々木皓一      | 佐々木皓一        | 梶浦紳一郎      | 奮闘編34巻 |
| 11月10日 | 263  | 決戦! 省エネハウス                       | 123-8 129-1         | 西園悟   | 善聡一郎        | 鶴田寛            | 丹内司          | 奮闘編34巻 |
| 11月17日 | 264  | 両さんの犬の生活                         | 129-5               | 岸間信明 | 小野勝巳        | 小野勝巳          | 野口啓生        | 奮闘編34巻 |
| 11月24日 | 265  | 下町銭湯絵巻                             | 130-9               | 岸間信明 | 辻初樹          | 飯島正勝          | 増谷三郎        | 奮闘編35巻 |
| 12月1日  | 266  | 両津どっきり! マル秘報告!?               | 30-4                | 玉井☆豪  | 秦義人          | 秦義人            | 安藤幹彦        | 奮闘編35巻 |
| 12月8日  | 267  | ボーナス争奪戦7                          | 10-5 10-6           | 西園悟   | 小野勝巳        | 小野勝巳          | 野口啓生        | 奮闘編35巻 |
| 12月15日 | 268  | ひょうたんから十億円                     | 56-4 56-5           | 平見瞠   | 佐々木皓一      | 佐々木皓一        | 増谷三郎        | 奮闘編35巻 |
| 12月22日 | 269  | 飛べ! ショルダーコプター                 | 62-9                | 岸間信明 | 秦義人          | 秦義人            | 安藤幹彦        | 奮闘編36巻 |
| 12月29日 | 270  | 両さん大きくなる                         | 45-4                | 平見瞠   | 奈須川充        | 奈須川充          | 奈須川充        | 奮闘編36巻 |

### 2003年
| 放送日   | 話数 | サブタイトル                                  | 原作                | 脚本     | 絵コンテ   | 演出       | 作画監督   | 収録       |
| -------- | ---- | --------------------------------------------- | ------------------- | -------- | ---------- | ---------- | ---------- | ---------- |
| 1月5日   | SP14 | 擬宝珠家ご一行様IN ハワイアン大パニック       | 127-8               | 山田隆司 | 榎本明広   | 筒井義明   | 山内昇寿郎 | SP6巻      |
| 1月12日  | 271  | 大和魂保存会!?                                | 16-2                | 平見瞠   | 辻初樹     | 渡辺健一郎 | 増谷三郎   | 奮闘編36巻 |
| 1月19日  | 272  | 両さんの二十面相                              | 37-2                | 岸間信明 | 高柳哲司   | 飯島正勝   | 増谷三郎   | 奮闘編36巻 |
| 1月26日  | 273  | 宝クジを取りもどせ!                           | 132-1               | 岸間信明 | 佐々木皓一 | 佐々木皓一 | 増谷三郎   | 奮闘編37巻 |
| 2月2日   | 274  | エンジェル7VSワイルド野郎隊                   | 127-2               | 山田隆司 | 小野勝巳   | 小野勝巳   | 野口啓生   | 奮闘編37巻 |
| 2月9日   | 275  | 檸檬の子育て奮闘記                            | 127-4 134-4         | 山田隆司 | 辻初樹     | 渡辺健一郎 | 増谷三郎   | 奮闘編37巻 |
| 2月16日  | 276  | 男は野望!                                     | 19-8 21-7 56-1 59-6 | 平見瞠   | 秦義人     | 秦義人     | 安藤幹彦   | 奮闘編37巻 |
| 2月23日  | 277  | お雛さんざん誕生日                            | 130-7               | 西園悟   | 辻初樹     | 筒井義明   | 丹内司     | 奮闘編38巻 |
| 2月23日  | 278  | 両津と両津!?                                  | オリジナル          | 玉井☆豪  | 奈須川充   | 奈須川充   | 奈須川充   | 奮闘編38巻 |
| 3月9日   | 279  | こちら雪国派出所                              | 13-1 44-1           | 玉井☆豪  | 佐々木皓一 | 佐々木皓一 | 増谷三郎   | 奮闘編38巻 |
| 3月16日  | 280  | ここはどこだよ電極オヤジ                      | 129-6 130-2         | 西園悟   | 小野勝巳   | 小野勝巳   | 野口啓生   | 奮闘編38巻 |
| 3月23日  | 281  | 大原部長ゲームにハマる                        | 92-5                | 玉井☆豪  | 高柳哲司   | 飯島正勝   | 増谷三郎   | 奮闘編39巻 |
| 4月6日   | SP15 | 世界ナンバーワンポリス決定戦!                 | オリジナル          | 山田隆司 | 榎本明広   | 筒井義明   | 寺沢伸介   | SP6巻      |
| 4月13日  | 282  | 檸檬の食わず嫌い王                            | 133-5 133-6         | 山田隆司 | 辻初樹     | 渡辺健一郎 | 増谷三郎   | 奮闘編39巻 |
| 4月20日  | 283  | 3年B組カンキチ先生                            | オリジナル          | 岸間信明 | 秦義人     | 秦義人     | 安藤幹彦   | 奮闘編39巻 |
| 4月27日  | 284  | 課長両津勘吉                                  | 24-2 28-5 134-1     | 岸間信明 | 佐々木皓一 | 佐々木皓一 | 増谷三郎   | 奮闘編39巻 |
| 5月4日   | 285  | 両津と小町がゴールイン?                       | オリジナル          | 平見瞠   | 小野勝巳   | 小野勝巳   | 野口啓生   | 奮闘編40巻 |
| 5月11日  | 286  | 運命の分かれ道                                | オリジナル          | 西園悟   | 奈須川充   | 飯島正勝   | 関町三郎   | 奮闘編40巻 |
| 5月18日  | 287  | 最後のプレゼント                              | 52-6                | 西園悟   | 辻初樹     | 秦義人     | 安藤幹彦   | 奮闘編40巻 |
| 6月1日   | 288  | ワシが麗子で私が両ちゃん?!                    | 119-3               | 平見瞠   | 高柳哲司   | 秋比呂     | 増谷三郎   | 奮闘編40巻 |
| 6月8日   | 289  | 飛べ! 飛行船隊                                | 134-5               | 山田隆司 | 佐々木皓一 | 佐々木皓一 | 増谷三郎   | 奮闘編41巻 |
| 6月22日  | 290  | こちら亀有放送局                              | 81-8                | 玉井☆豪  | 高柳哲司   | 筒井義明   | 丹内司     | 奮闘編41巻 |
| 7月6日   | 291  | 熱海タコ旅行                                  | 82-5                | 西園悟   | 榎本明広   | 秋比呂     | 寺沢伸介   | 奮闘編41巻 |
| 7月13日  | 292  | 迷走! こちら仮派出所                          | 63-7                | 平見瞠   | 小野勝巳   | 小野勝巳   | 野口啓生   | 奮闘編41巻 |
| 7月20日  | 293  | 両さん熱愛宣言!?                              | 28-4 48-4           | 山田隆司 | 清水明     | 秦義人     | 安藤幹彦   | 奮闘編42巻 |
| 8月3日   | 294  | 浅草少年愚連隊                                | 20-6                | 岸間信明 | 辻初樹     | 渡辺健一郎 | 増谷三郎   | 奮闘編42巻 |
| 8月10日  | 295  | ご先祖様こんにちは                            | 58-8                | 平見瞠   | 佐々木皓一 | 佐々木皓一 | 増谷三郎   | 奮闘編42巻 |
| 8月17日  | 296  | 猛暑をぶっとばせ!                             | 72-9 90-7           | 西園悟   | 小野勝巳   | 小野勝巳   | 野口啓生   | 奮闘編42巻 |
| 8月24日  | 297  | 檸檬 くノー忍者になる                         | 81-4                | 山田隆司 | 辻初樹     | 飯島正勝   | 増谷三郎   | 奮闘編43巻 |
| 9月7日   | 298  | 先生はハチャメチャ爺さん                      | 70-9                | 岸間信明 | 佐々木皓一 | 佐々木皓一 | 増谷三郎   | 奮闘編43巻 |
| 9月21日  | 299  | ワシは誰だ!?                                  | オリジナル          | 玉井☆豪  | 高柳哲司   | 山崎友正   | 斎藤一     | 奮闘編43巻 |
| 10月5日  | SP16 | 爆走列車! 網走発東京行き! 両津VS拳法バァさん! | オリジナル          | 十川誠志 | 奈須川充   | 奈須川充   | 奈須川充   | SP6巻      |
| 10月12日 | 300  | 錦鯉パニック!                                 | 120-7 120-9         | 岸間信明 | 清水明     | 秦義人     | 安藤幹彦   | 奮闘編43巻 |
| 10月19日 | 301  | 派出所ちょっと昔                              | オリジナル          | 岸間信明 | 辻初樹     | 渡辺健一郎 | 増谷三郎   | 奮闘編44巻 |
| 10月19日 | 302  | オリエント急行盗難事件                        | オリジナル          | 岸間信明 | 高柳哲司   | 飯島正勝   | 増谷三郎   | 奮闘編44巻 |
| 10月26日 | 303  | 走れ! 助っ人運動会                            | 136-8               | 岸間信明 | 佐々木皓一 | 佐々木皓一 | 飯野亨     | 奮闘編44巻 |
| 11月23日 | 304  | 二人ぼっちの派出所                            | 53-1 53-3           | 山田隆司 | 辻初樹     | 渡辺健一郎 | 増谷三郎   | 奮闘編44巻 |
| 11月30日 | 305  | 激突! 駅前屋台戦争                            | 97-8 130-6          | 西園悟   | 秦義人     | 秦義人     | 安藤幹彦   | 奮闘編45巻 |
| 12月14日 | 306  | ボーナス争奪戦8                               | オリジナル          | 西園悟   | 秦義人     | 秦義人     | 若山佳治   | 奮闘編45巻 |
| 12月14日 | 307  | ゴムゴムの両さん                              | オリジナル          | 玉井☆豪  | 小野勝巳   | 長尾粛     | 野口啓生   | 奮闘編45巻 |

### 2004年
| 放送日   | 話数 | サブタイトル                     | 原作           | 脚本     | 絵コンテ       | 演出              | 作画監督                            | 収録       |
| -------- | ---- | -------------------------------- | -------------- | -------- | -------------- | ----------------- | ----------------------------------- | ---------- |
| 1月11日  | 308  | 両津流マンガ塾                   | 59-9 74-3 94-5 | 西園悟   | 高柳哲司       | 筒井義明          | 増谷三郎                            | 奮闘編45巻 |
| 1月18日  | 309  | だって、やりたくないんだもん!    | オリジナル     | 杉浦真夕 | 斎藤一         | 山崎友正          | 田辺久                              | 奮闘編46巻 |
| 1月18日  | 309  | 正義の味方両さん?                | 137-7          | 杉浦真夕 | 斎藤一         | 山崎友正          | 田辺久                              | 奮闘編46巻 |
| 1月25日  | 310  | 奈緒子の意外な一日               | オリジナル     | 山田隆司 | 清水明         | 秦義人            | 安藤幹彦                            | 奮闘編46巻 |
| 2月1日   | 311  | 中川家お家騒動                   | オリジナル     | 山田隆司 | 佐々木皓一     | 佐々木皓一        | 飯野亨                              | 奮闘編46巻 |
| 2月8日   | 312  | 両津VS白鳥バイト大暴走!          | オリジナル     | 平見瞠   | 辻初樹         | 山田一男          | 増谷三郎                            | 奮闘編46巻 |
| 2月15日  | 313  | 正直者両さん?                    | オリジナル     | 岸間信明 | いわもとやすお | いわもとやすお    | 北崎正浩                            | 奮闘編47巻 |
| 2月22日  | 314  | お笑い仕置人                     | オリジナル     | 山田隆司 | 秦義人         | 秦義人            | 若山佳治                            | 奮闘編47巻 |
| 2月29日  | 315  | 世界に広げよう角刈りの輪!        | 117-7 117-8    | 平見瞠   | 佐々木皓一     | 佐々木皓一        | 飯野亨                              | 奮闘編47巻 |
| 3月7日   | 316  | サイクル大作戦                   | 123-3          | 西園悟   | 小野勝巳       | 山田一男          | 増谷三郎                            | 奮闘編47巻 |
| 3月14日  | 317  | 女だらけの派出所                 | 133-4 133-5    | 西園悟   | 茶美太         | 筒井義明 久保太郎 | 増谷三郎                            | 奮闘編48巻 |
| 3月21日  | 318  | おいでよ亀有商店街               | オリジナル     | 玉井☆豪  | いわもとやすお | いわもとやすお    | 北崎正浩                            | 奮闘編48巻 |
| 3月28日  | SP17 | 特殊刑事壊滅!? 檸檬と謎の盗賊団! | オリジナル     | 山田隆司 | 小野勝巳       | 小野勝巳          | 丹内司                              | SP7巻      |
| 4月4日   | 319  | 超神田寿司のれん分け対決         | 125-5          | 山田隆司 | 白土武         | 山崎友正          | 田辺久                              | 奮闘編48巻 |
| 4月11日  | 320  | さくら大変!?                     | 131-1          | 西園悟   | 高柳哲司       | 久保太郎          | 増谷三郎                            | 奮闘編48巻 |
| 4月25日  | 321  | 両津、映画デビュー!?             | 127-6 131-6    | 岸間信明 | 大宅光子       | 秦義人            | 若山佳治                            | 奮闘編49巻 |
| 5月2日   | 322  | 激走! 奥の細道                   | オリジナル     | 平見瞠   | 佐々木皓一     | 佐々木皓一        | 飯野亨                              | 奮闘編49巻 |
| 5月9日   | 323  | 部長は寝ててください             | オリジナル     | 平見瞠   | 誌村宏明       | 石田暢            | 増谷三郎                            | 奮闘編49巻 |
| 5月23日  | 324  | 麗子のかわいい王子様             | オリジナル     | 岸間信明 | 高本宣弘       | 秦義人            | 桜井木ノ実                          | 奮闘編49巻 |
| 6月6日   | 325  | これが男のイチゴ狩り!            | 136-7          | 山田隆司 | 佐々木皓一     | 佐々木皓一        | 飯野亨                              | 奮闘編50巻 |
| 6月13日  | 326  | ダチョウさん、いらっしゃい!?     | 134-2          | 玉井☆豪  | 日下部光雄     | いわもとやすお    | 北崎正浩                            | 奮闘編50巻 |
| 6月20日  | 327  | 壮絶! バトル将棋                 | オリジナル     | 岸間信明 | 小野勝巳       | 小野勝巳          | 丹内司                              | 奮闘編50巻 |
| 7月4日   | 328  | 鉄腕リョーツ                     | 139-3          | 岸間信明 | 菱川直樹       | 片貝慎            | 高橋和徳                            | 奮闘編50巻 |
| 8月8日   | 329  | 日暮たずねて三千里               | 100-9 123-1    | 西園悟   | 細谷秋夫       | 筒井義明          | 増谷三郎                            | 奮闘編51巻 |
| 9月5日   | 330  | パパはキャンプの若大将           | 117-6 138-8    | 平見瞠   | 佐々木皓一     | 佐々木皓一        | 飯野亨                              | 奮闘編51巻 |
| 9月12日  | 331  | 無人島ゴルフ                     | 139-1          | 山田隆司 | いわもとやすお | いわもとやすお    | 北崎正浩                            | 奮闘編51巻 |
| 9月19日  | 332  | またまた本田家の一族             | 137-6          | 西園悟   | 高柳哲司       | 秦義人            | 若山佳治                            | 奮闘編51巻 |
| 10月3日  | SP18 | 両津家三代、黄金郷への珍道中!    | オリジナル     | 山田隆司 | 井硲清高       | 井硲清高          | 高橋和徳 石之博一 安藤幹彦 松本朋之 | SP7巻      |
| 10月10日 | 333  | 檸檬のストライキ                 | 140-4          | 山田隆司 | 高本宣弘       | 石田暢            | 増谷三郎                            | 奮闘編52巻 |
| 10月31日 | 334  | 変形! ビフォーアフター           | 79-6 138-2     | 平見瞠   | 佐々木皓一     | 佐々木皓一        | 飯野亨                              | 奮闘編52巻 |
| 11月7日  | 335  | ちっちゃな両ちゃん               | オリジナル     | 玉井☆豪  | 善聡一郎       | 小野勝巳          | 丹内司                              | 奮闘編52巻 |
| 11月14日 | 336  | 屋台の思い出                     | 89-10 131-8    | 岸間信明 | 辻初樹         | 秦義人            | 松本朋之                            | 奮闘編52巻 |
| 11月21日 | 337  | ダンス・ダンス・ダンス           | 109-4          | 岸間信明 | いわもとやすお | いわもとやすお    | 北崎正浩                            | 奮闘編53巻 |
| 11月28日 | 338  | 発明王リョーツ                   | 135-5 141-4    | 西園悟   | 佐々木皓一     | 佐々木皓一        | 飯野亨                              | 奮闘編53巻 |
| 12月5日  | 339  | 笑ってユルして                   | 139-4 141-7    | 山田隆司 | 菱川直樹       | 石田暢            | 増谷三郎                            | 奮闘編53巻 |
| 12月12日 | 340  | 花の子・両ちゃん!                | オリジナル     | 平見瞠   | 菱川直樹       | 筒井義明          | 丹内司                              | 奮闘編53巻 |
| 12月19日 | 341  | 闘え! クマわり君!                | オリジナル     | 玉井☆豪  | 佐々木皓一     | 佐々木皓一        | 飯野亨                              | 奮闘編54巻 |
| 12月19日 | 342  | 愛戦士・両津勘吉                 | オリジナル     | 岸間信明 | いわもとやすお | いわもとやすお    | 北崎正浩                            | 奮闘編54巻 |
| 12月19日 | 344  | さよなら両さん大作戦             | オリジナル     | 玉井☆豪  | 高柳哲司       | 牛草健            | 時永宜幸                            | 奮闘編54巻 |

### 2005年～2016年
| 放送日         | 話数 | サブタイトル                                             | サブタイトル                                             | 原作       | 脚本     | 絵コンテ       | 演出           | 作画監督 | 収録       |
| -------------- | ---- | -------------------------------------------------------- | -------------------------------------------------------- | ---------- | -------- | -------------- | -------------- | -------- | ---------- |
| 2005年 1月3日  | 343  | マグロに乗った警官                                       | マグロに乗った警官                                       | 80-4 126-5 | 山田隆司 | いわもとやすお | いわもとやすお | 北崎正浩 | 奮闘編54巻 |
| 3月27日        | SP19 | 両津VS泣き虫アイドル!? 日本一周大すごろくゲーム!!        | 両津VS泣き虫アイドル!? 日本一周大すごろくゲーム!!        | 134-9      | 岸間信明 | 高本宣弘       | 高本宣弘       | 北崎正浩 | SP7巻      |
| 10月23日       | SP20 | 両さんと忠犬ラッキー物語 〜亀有大包囲網をかわせ!!〜      | 両さんと忠犬ラッキー物語 〜亀有大包囲網をかわせ!!〜      | オリジナル | 岸間信明 | 鴫野彰         | 鴫野彰         | 丹内司   | SP8巻      |
| 2006年 4月2日  | SP21 | 走れ! 両津式チンチン電車 〜思い出の大次郎号〜            | 走れ! 両津式チンチン電車 〜思い出の大次郎号〜            | オリジナル | 岸間信明 | 鴫野彰         | 鴫野彰         | 丹内司   | SP8巻      |
| 9月24日        | SP22 | 両津の浅草リニューアル大作戦!! 〜あぁ 思い出の花やしき〜 | 両津の浅草リニューアル大作戦!! 〜あぁ 思い出の花やしき〜 | オリジナル | 岸間信明 | 鴫野彰         | 鴫野彰         | 丹内司   | SP8巻      |
| 2007年 8月5日  | SP23 | シートン探検隊!隅田川の誓い 〜思い出の白い鯨を探せ!〜    | 前編                                                     | オリジナル | 岸間信明 | 鴫野彰         | 木村延景       | 高橋和徳 | SP9巻      |
| 8月12日        | SP23 | シートン探検隊!隅田川の誓い 〜思い出の白い鯨を探せ!〜    | 後編                                                     | オリジナル | 岸間信明 | 剛田隼人       | 剛田隼人       | 関崎高明 | SP9巻      |
| 9月30日        | SP24 | 両さんの寿司食いねぇ! 〜頂上マグロ対決!!〜               | 前編                                                     | オリジナル | 岸間信明 | 鴫野彰         | 鴫野彰         | 市来剛   | SP9巻      |
| 10月7日        | SP24 | 両さんの寿司食いねぇ! 〜頂上マグロ対決!!〜               | 後編                                                     | オリジナル | 岸間信明 | 鴫野彰         | 鴫野彰         | 丹内司   | SP9巻      |
| 2008年 4月6日  | SP25 | ワシと俺!? 〜ぼくらは浅草少年探偵団!〜                   | 前編                                                     | オリジナル | 岸間信明 | 鴫野彰         | 剛田隼人       | 小林一幸 | SP10巻     |
| 4月13日        | SP25 | ワシと俺!? 〜ぼくらは浅草少年探偵団!〜                   | 後編                                                     | オリジナル | 岸間信明 | 鴫野彰         | 剛田隼人       | 林一哉   | SP10巻     |
| 10月26日       | SP26 | 目指せ! 亀有スーパースター!! 〜両津式アイドルへの道!〜   | 前編                                                     | オリジナル | 岸間信明 | 奈須川充       | 奈須川充       | 奈須川充 | SP10巻     |
| 11月2日        | SP26 | 目指せ! 亀有スーパースター!! 〜両津式アイドルへの道!〜   | 後編                                                     | オリジナル | 岸間信明 | 鴫野彰         | 鴫野彰         | 小林一幸 | SP10巻     |
| 2016年 9月18日 | SP27 | THE FINAL 両津勘吉 最後の日                              | THE FINAL 両津勘吉 最後の日                              | オリジナル | 山田隆司 | しぎのあきら   | しぎのあきら   | 時永宜幸 | SP11巻     |

## 放送局
| 放送地域      | 放送局             | 放送期間                                                                       | 放送日時                                                                    | 放送系列                                     | 備考                |
| ------------- | ------------------ | ------------------------------------------------------------------------------ | --------------------------------------------------------------------------- | -------------------------------------------- | ------------------- |
| 関東広域圏    | フジテレビ         | 1996年6月16日 - 2004年12月19日                                                 | 日曜 19:00 - 19:30                                                          | フジテレビ系列                               | 制作局              |
| 北海道        | 北海道文化放送     | 1996年6月16日 - 2004年12月19日                                                 | 日曜 19:00 - 19:30                                                          | フジテレビ系列                               |                     |
| 岩手県        | 岩手めんこいテレビ | 1996年6月16日 - 2004年12月19日                                                 | 日曜 19:00 - 19:30                                                          | フジテレビ系列                               |                     |
| 宮城県        | 仙台放送           | 1996年6月16日 - 2004年12月19日                                                 | 日曜 19:00 - 19:30                                                          | フジテレビ系列                               |                     |
| 秋田県        | 秋田テレビ         | 1996年6月16日 - 2004年12月19日                                                 | 日曜 19:00 - 19:30                                                          | フジテレビ系列                               |                     |
| 福島県        | 福島テレビ         | 1996年6月16日 - 2004年12月19日                                                 | 日曜 19:00 - 19:30                                                          | フジテレビ系列                               |                     |
| 新潟県        | 新潟総合テレビ     | 1996年6月16日 - 2004年12月19日                                                 | 日曜 19:00 - 19:30                                                          | フジテレビ系列                               |                     |
| 長野県        | 長野放送           | 1996年6月16日 - 2004年12月19日                                                 | 日曜 19:00 - 19:30                                                          | フジテレビ系列                               |                     |
| 静岡県        | テレビ静岡         | 1996年6月16日 - 2004年12月19日                                                 | 日曜 19:00 - 19:30                                                          | フジテレビ系列                               |                     |
| 富山県        | 富山テレビ         | 1996年6月16日 - 2004年12月19日                                                 | 日曜 19:00 - 19:30                                                          | フジテレビ系列                               |                     |
| 石川県        | 石川テレビ         | 1996年6月16日 - 2004年12月19日                                                 | 日曜 19:00 - 19:30                                                          | フジテレビ系列                               |                     |
| 福井県        | 福井テレビ         | 1996年6月16日 - 2004年12月19日                                                 | 日曜 19:00 - 19:30                                                          | フジテレビ系列                               |                     |
| 中京広域圏    | 東海テレビ         | 1996年6月16日 - 2004年12月19日                                                 | 日曜 19:00 - 19:30                                                          | フジテレビ系列                               |                     |
| 近畿広域圏    | 関西テレビ         | 1996年6月16日 - 2004年12月19日                                                 | 日曜 19:00 - 19:30                                                          | フジテレビ系列                               |                     |
| 鳥取県 島根県 | 山陰中央テレビ     | 1996年6月16日 - 2004年12月19日                                                 | 日曜 19:00 - 19:30                                                          | フジテレビ系列                               |                     |
| 岡山県 香川県 | 岡山放送           | 1996年6月16日 - 2004年12月19日                                                 | 日曜 19:00 - 19:30                                                          | フジテレビ系列                               |                     |
| 広島県        | テレビ新広島       | 1996年6月16日 - 2004年12月19日                                                 | 日曜 19:00 - 19:30                                                          | フジテレビ系列                               |                     |
| 愛媛県        | テレビ愛媛         | 1996年6月16日 - 2004年12月19日                                                 | 日曜 19:00 - 19:30                                                          | フジテレビ系列                               |                     |
| 福岡県        | テレビ西日本       | 1996年6月16日 - 2004年12月19日                                                 | 日曜 19:00 - 19:30                                                          | フジテレビ系列                               |                     |
| 佐賀県        | サガテレビ         | 1996年6月16日 - 2004年12月19日                                                 | 日曜 19:00 - 19:30                                                          | フジテレビ系列                               |                     |
| 長崎県        | テレビ長崎         | 1996年6月16日 - 2004年12月19日                                                 | 日曜 19:00 - 19:30                                                          | フジテレビ系列                               |                     |
| 熊本県        | テレビ熊本         | 1996年6月16日 - 2004年12月19日                                                 | 日曜 19:00 - 19:30                                                          | フジテレビ系列                               |                     |
| 鹿児島県      | 鹿児島テレビ       | 1996年6月16日 - 2004年12月19日                                                 | 日曜 19:00 - 19:30                                                          | フジテレビ系列                               |                     |
| 沖縄県        | 沖縄テレビ         | 1996年6月16日 - 2004年12月19日                                                 | 日曜 19:00 - 19:30                                                          | フジテレビ系列                               |                     |
| 山形県        | テレビユー山形     | - 1997年3月28日                                                                | 金曜 16:55 - 17:25                                                          | TBS系列                                      |                     |
| 山形県        | さくらんぼテレビ   | 1997年4月13日 - 2004年12月19日                                                 | 日曜 19:00 - 19:30                                                          | フジテレビ系列                               | [ 注 21 ]           |
| 山梨県        | 山梨放送           | 1996年9月時点 2003年5月15日 - 2004年3月 2004年4月 - 2005年4月                  | 木曜 16:30 - 17:00 木曜 15:55 - 土曜 5:30 - 5:59                            | 日本テレビ系列                               | [ 注 22 ]           |
| 山口県        | 山口放送           | 1998年8月時点                                                                  | 日曜 11:00 - 11:30                                                          | 日本テレビ系列                               | [ 注 23 ]           |
| 高知県        | 高知さんさんテレビ | 1997年3月23日 - 2004年12月19日                                                 | 日曜 19:00 - 19:30                                                          | フジテレビ系列                               | [ 注 24 ]           |
| 大分県        | テレビ大分         | 1998年8月頃 - 2001年3月                                                        | 木曜 16:00 - 16:30 木曜 15:55 - 16:25                                       | 日本テレビ系列 フジテレビ系列                | [ 注 25 ] [ 注 26 ] |
| 宮崎県        | テレビ宮崎         | 1998年8月頃 2000年10月 - 2001年3月 2001年4月 - 2004年3月 2004年4月 - 2005年1月 | 金曜 16:30 - 17:00 火曜 17:24 - 17:54 水曜 16:00 - 16:30 水曜 16:29 - 16:59 | フジテレビ系列 日本テレビ系列 テレビ朝日系列 | [ 注 27 ] [ 注 26 ] |

年によっては新春特番が正月午前に関東ローカルで組まれたこともあり、秋田テレビや関西テレビなどは自社番組や他系列番組を放送して放送が飛ばされた話がある。

## 劇場版・その他

### 劇場版

#### 第1作
タイトルは『こちら葛飾区亀有公園前派出所 THE MOVIE』。1999年12月23日に東宝系で公開された。亀有に出現した謎の爆弾犯に、両津が女性FBI捜査官・星野リサとコンビで挑む。監督をテレビシリーズ3代目監督の高松信司が、脚本を大川俊道が務める。

#### 第2作
タイトルは『こちら葛飾区亀有公園前派出所THE MOVIE2 UFO襲来! トルネード大作戦!!』。2003年12月20日に東宝系で公開された。両津が小学生時代の親友の娘・ミーナと共に、ハワイと日本を巻き込んで、UFOや竜巻・親友の死の謎に迫る。前作に引き続き監督を高松信司、脚本を大川俊道が務める。

### イベント用アニメ
テレビシリーズ開始前の1985年11月23日より開催された「ジャンプ・スペシャルアニメ・大行進イベント」用に製作され、会場上映された。コミックス第43巻収録の「罰当たり! 両さんの巻」と第45巻収録の「シルバー・ツアーの巻」の2本が映像化された。一部のキャラクター設定が原作と異なっている。1988年に『ジャンプ』のプレゼント景品としてビデオソフト化、当選者に配付された。イメージソングは1985年11月発売のアルバム『こちら葛飾区亀有公園前派出所』（日本コロムビア LP：CX-7251 / カセット：CAY-759）に収録された。
スタッフ
- 監督 - 笹川ひろし
- キャラクターデザイン - アンモナイト
- 脚本 - 小山高男
- 演出 - 津田義三
- 美術監督 - 中村光毅
- 音楽 - 松井忠重
- 制作 - タツノコプロ

キャスト
- 両津勘吉 - 内海賢二
- 大原大次郎 - 北村弘一
- 秋本・カトリーヌ・麗子 - 土井美加
- 中川圭一 - 神谷明
- 老人（花山理香） - 八奈見乗児
- 徳兵衛 - 小野丈夫
- 老人B - 槐柳二
- おばあちゃん - 峰あつ子

イメージソング
レーベル - 日本コロムビア
「ポリスマンは強いぞ!」
作詞・作曲 - 山本正之 / 歌 - 宮内タカユキ
「派出所の夜はふけて」
作詞 - 山本正之 / 作曲 - 樫原伸彦 / 歌 - 宮内タカユキ
「昭和ひとけた 巡査部長」
作詞・作曲 - 山本正之 / 歌 - さとまさのり
「下町ララバイ」
作詞・作曲 - 山本正之 / 歌 - 荒川務

### その他
- 2017年の『FNS27時間テレビ にほんのれきし』内で、同局のアニメ『ドラゴンボール超』『ONE PIECE』『ちびまる子ちゃん』と共に日本史に因んだ1話3分程度の特別編が数回放送された。両津をはじめとしたキャラクターは、歴史上の人物に扮して登場した[10][11]。

- 2018年の「アニ×パラ」（NHK BS1・NHK総合・NHK Eテレ）で、パラスポーツとのコラボとして5分間の新作アニメが放送された。

## 関連商品

### 映像ソフト
バンダイビジュアル（現：バンダイナムコフィルムワークス）では、テレビアニメのビデオ、レンタル専用DVD（両さん奮闘編）を、ポニーキャニオンではTVSP版のビデオをリリースしている。ビデオは全32巻（第1話 - 第128話）、DVDは全54巻（第129話 - 第344話）。TVSP版はビデオで6巻分が出されたまま発売が止まり、長らくソフト化されていなかったが、2010年5月28日よりレンタルDVDがリリースされた。また、ビデオに収録されていたエピソードのセレクションDVDも2006年と2016年に発売されている。
レギュラー放送時のTVSP版と、レギュラー放送終了後に放送されたTVSP版のレンタル専用DVDは、2010年5月28日よりレンタルが開始された。
- VHS「こちら葛飾区亀有公園前派出所 スペシャル」（全6巻、ポニーキャニオン）
- VHS「こちら葛飾区亀有公園前派出所」（全32巻、バンダイビジュアル）
- レンタルDVD「こちら葛飾区亀有公園前派出所 両さん奮闘編」（全54巻、バンダイビジュアル）
- レンタルDVD「こちら葛飾区亀有公園前派出所 スペシャル」（全11巻、バンダイビジュアル）
- DVD「こちら葛飾区亀有公園前派出所 セレクション 1 “人情編”」（2006年12月22日発売、バンダイビジュアル）
- DVD「こちら葛飾区亀有公園前派出所 セレクション 2 “登場編”」（2006年12月22日発売、バンダイビジュアル）
- DVD「こちら葛飾区亀有公園前派出所 セレクション 3 “ドタバタ編”」（2006年12月22日発売、バンダイビジュアル）
- DVD「こちら葛飾区亀有公園前派出所 ベストエピソードセレクション DVD-BOX」（2016年12月22日発売、バンダイビジュアル。Amazon.co.jp / BVC限定商品、2017年12月21日までの期間限定生産）

### 音楽CD
日本コロムビアから過去に2枚のサウンドトラックが発売された。2枚とも廃盤となっていたが、2007年3月21日に「音楽集」が「ANIMEX1200」レーベルで再発売された。なお、未収録曲も多数存在するが、これらのCD化はされていない。その他、劇場版のサウンドトラックが2枚、歴代主題歌を収録したコンピレーションアルバムが1枚存在する。
- こちら葛飾区亀有公園前派出所 音楽集（1997年2月21日発売（廃盤）、日本コロムビア）
- こちら葛飾区亀有公園前派出所 音楽集 弐（1997年8月21日発売（廃盤）、日本コロムビア）
- こちら葛飾区亀有公園前派出所 THE MOVIE オリジナルサウンドトラック（1999年12月18日発売、フォーライフ ミュージックエンタテイメント）
- こちら葛飾区亀有公園前派出所 THE MOVIE2 オリジナルサウンドトラック（2003年12月17日発売、EMIミュージック・ジャパン）
- こち亀百歌選 〜主題歌ベストコレクション〜（2003年3月19日、ポニーキャニオン）

### ゲームソフト
- こちら葛飾区亀有公園前派出所 ハイテクビル侵攻阻止作戦! の巻
- こちら葛飾区亀有公園前派出所 中川ランド大レース! の巻
- こちら葛飾区亀有公園前派出所 勝てば天国! 負ければ地獄! 両津流 一攫千金大作戦!